# Revolución rusa
El término Revolución rusa (en ruso: Русская революция, Rússkaya revoliútsiya) agrupa todos los sucesos que condujeron al derrocamiento del régimen zarista imperial durante la Revolución de Febrero, la posterior instauración de un Gobierno Provisional, entre febrero y octubre de 1917, que proclamó la República Rusa, y la disolución de la República Rusa tras la Revolución de Octubre que proclamó la República Socialista Federativa Soviética de Rusia. 
El zar se vio obligado a abdicar y el antiguo régimen fue sustituido por un Gobierno Provisional tras la primera Revolución de Febrero de 1917 (marzo en el calendario gregoriano, pues el calendario juliano estaba en uso en Rusia en ese momento). En la posterior Revolución de Octubre, el Gobierno Provisional fue eliminado y reemplazado con un gobierno bolchevique de tendencia comunista conocido como el Sovnarkom.
La Revolución de Febrero se centró, originalmente, en torno a Petrogrado (hoy San Petersburgo). En el caos, los miembros del parlamento imperial o Duma Estatal del Imperio Ruso asumieron el control del país, formando el Gobierno provisional ruso. La dirección del ejército sentía que no tenían los medios para reprimir la revolución y Nicolás II, el último emperador de Rusia, abdicó. Los sóviets (consejos de trabajadores), que fueron dirigidos por facciones socialistas más radicales, en un principio permitieron al gobierno provisional gobernar, pero insistieron en una prerrogativa para influir en el gobierno y controlar diversas milicias. La revolución de febrero se llevó a cabo en el contexto de los duros reveses militares sufridos durante la Primera Guerra Mundial (1914-1918), que dejó a gran parte del ejército ruso en un estado de motín.
A partir de entonces se produjo un período de poder dual, durante el cual el Gobierno provisional ruso tenía el poder del Estado, mientras que la red nacional de sóviets (consejos), liderados por los socialistas y siendo el Sóviet de Petrogrado el más importante, tenía la lealtad de las clases bajas y la izquierda política. Durante este período caótico hubo motines frecuentes, protestas y muchas huelgas. Cuando el Gobierno Provisional decidió continuar la guerra con Alemania, los bolcheviques y otras facciones socialistas hicieron campaña para detener el conflicto. Los bolcheviques pusieron a milicias obreras bajo su control y los convirtieron en la Guardia Roja (más tarde, el Ejército Rojo) sobre las que ejercían un control sustancial.
En la Revolución de Octubre (noviembre en el calendario gregoriano), el Partido bolchevique, dirigido por Vladímir Lenin, y los trabajadores y soldados de Petrogrado, derrocaron al gobierno provisional, formándose el gobierno del Sovnarkom. Los bolcheviques se nombraron a sí mismos líderes de varios ministerios del gobierno y tomaron el control del campo, creando la Checa, organización de inteligencia política y militar para aplastar cualquier tipo de disidencia. Para poner fin a la participación de Rusia en la Primera Guerra Mundial, los líderes bolcheviques firmaron el Tratado de Brest-Litovsk con Alemania en marzo de 1918, entregando grandes porciones de territorio a las Potencias Centrales. Se eligió a una Asamblea Constituyente con mayoría opositora, por lo que esta fue disuelta.
Posteriormente, estalló una guerra civil en Rusia entre la facción «roja» (bolchevique) y «blanca» (antibolcheviques) —esta última contó con el apoyo de las grandes potencias—, que iba a continuar durante varios años, en la que los bolcheviques, en última instancia, salieron victoriosos. De esta manera, la Revolución abrió el camino para la creación de la Unión de Repúblicas Socialistas Soviéticas (URSS) en 1922. Pese a que muchos acontecimientos históricos notables tuvieron lugar en Moscú y Petrogrado, también hubo un movimiento visible en las ciudades de todo el estado, entre las minorías nacionales de todo el Imperio ruso y en las zonas rurales, donde los campesinos se apoderaron de la tierra y la redistribuyeron. También se dieron rebeliones nacionalistas e independentistas en todo el territorio del ex-Imperio (algunas con éxito).
La Revolución rusa fue un acontecimiento decisivo y fundador del «corto siglo XX» abierto por el estallido del macroconflicto europeo en 1914 y cerrado en 1991 con la disolución de la Unión Soviética. Objeto de simpatías y de inmensas esperanzas por unos (Jules Romains la describió como «la gran luz en el Este» y François Furet como «el encanto universal de octubre»), también ha sido objeto de severas críticas, de miedos y de odios viscerales. Sigue siendo uno de los acontecimientos más estudiados y más apasionadamente discutidos de la historia contemporánea.

## Situación de Rusia antes de la revolución de 1905

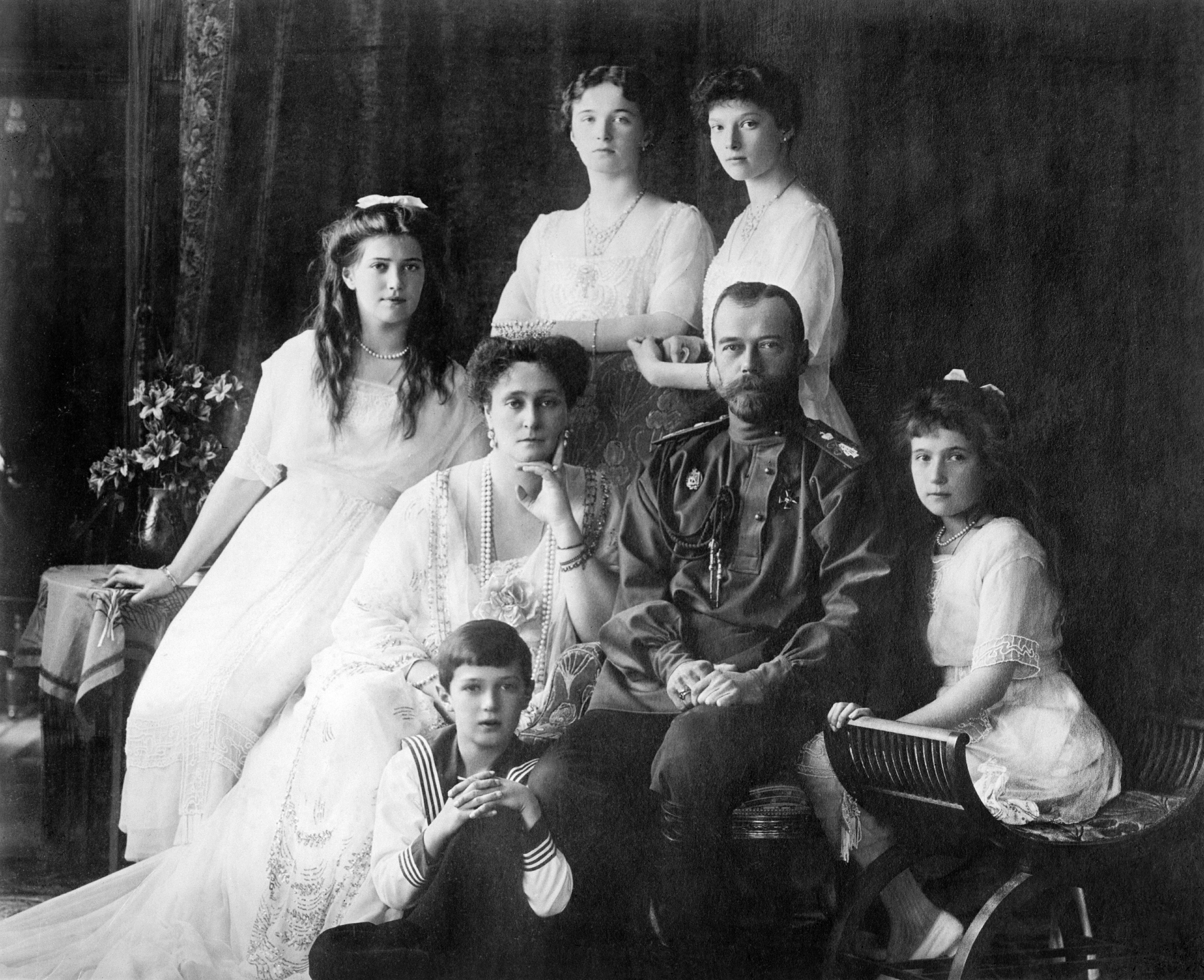
El zar Nicolás II y su familia.

Previamente a 1917, el antiguo Imperio ruso se regía bajo un régimen zarista, autocrático y represivo desde hacía tres siglos cuando, en 1613, se instauró en el país la dinastía Románov.
La abolición de la servidumbre promulgada en 1861 por parte del zar Alejandro II fue la primera muestra de las fisuras del antiguo sistema feudal. Una vez liberados, los antiguos siervos se desplazaron a las ciudades, convirtiéndose así en mano de obra industrial.
A comienzos del siglo XX, el desarrollo de la industria rusa era cada vez mayor, favoreciendo el crecimiento de las ciudades y una creciente efervescencia cultural: el antiguo orden social se tambaleaba, agravando las dificultades de los más pobres. Las industrias florecían y la creciente clase obrera se aglutinaba principalmente en las ciudades, pero la prosperidad del país no había representado beneficio alguno para la mayoría de la población.
La economía en su conjunto seguía siendo arcaica. El valor de la producción industrial en 1913 era dos veces y media menor que el de Francia, seis veces menor que el de Alemania y catorce veces menor que el de Estados Unidos. La producción agrícola continuaba siendo deficiente y la falta de transportes paralizaba cualquier intento de modernización económica. El PIB per cápita en aquella época era inferior al de Hungría o al de España y, aproximadamente, suponía una cuarta parte del de Estados Unidos. Además, el país estaba dominado sobre todo por capital extranjero, poseyendo este casi la mitad de las acciones rusas. El proceso de industrialización fue violento y mal aceptado por los campesinos, que habían sido bruscamente proletarizados. La clase obrera naciente, aunque numéricamente pequeña, se concentraba en las grandes zonas industriales, lo que facilitó la creciente conciencia revolucionaria.
El Imperio ruso seguía siendo un país esencialmente rural (el 85 % de la población vivía en zonas rurales). Si bien una parte de los campesinos, los kuláks, se había enriquecido y constituido una especie de clase media rural con el apoyo del régimen; el número de campesinos sin tierra había aumentado, creando así un auténtico proletariado rural receptivo a ideas revolucionarias. Incluso después de 1905, un diputado de la Duma señaló que en muchos pueblos, la presencia de chinches y cucarachas en los hogares se percibía como signo de riqueza.

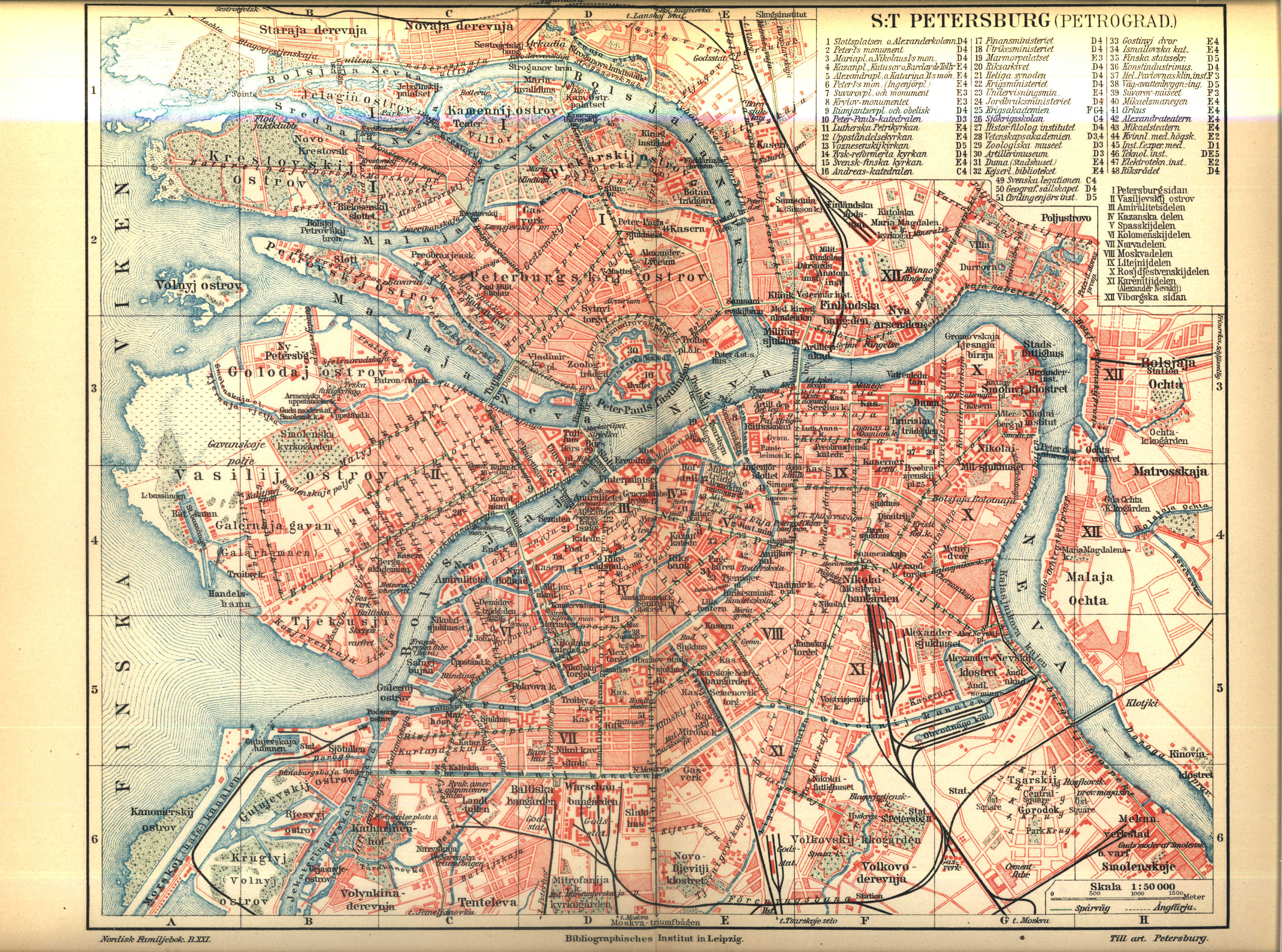
San Petersburgo, capital del Imperio ruso en aquella época y cuna de las tres revoluciones.

Tras la escolarización llevada a cabo unos años antes, algunos obreros habían sido convencidos por los ideales marxistas y otros pensamientos revolucionarios. Sin embargo, el poder zarista se mostró inmóvil. En los siglos XIX y XX, varios movimientos organizados por miembros de todas las clases sociales (estudiantes u obreros, campesinos o nobles) trataron de derrocar al gobierno sin éxito. Algunos recurrieron al terrorismo y a los atentados políticos, convirtiéndose los movimientos revolucionarios en objeto de dura represión, llevada a cabo por la todopoderosa Ojrana, la policía secreta del zar. Muchos revolucionarios fueron encarcelados o deportados, mientras que otros lograron escapar y unirse a las filas de los exiliados. Desde esta perspectiva, la Revolución de 1917 es la culminación de una larga sucesión de pequeñas revueltas. Las reformas necesarias, que ni las insurrecciones campesinas, los atentados políticos y la actividad parlamentaria de la Duma habían logrado, desembocaron en una revolución impulsada por el proletariado.
En 1905, tuvo lugar una primera revolución tras la derrota rusa ante Japón en la guerra ruso-japonesa. El 22 de enero, se convocó una manifestación en San Petersburgo para exigir reformas al zar Nicolás II, siendo esta duramente reprimida, en lo que se conoce como el Domingo Sangriento, donde mujeres, hombres e incluso niños fueron asesinados por parte de la armada rusa. Se trató de un intento del pueblo ruso de liberarse de su zar y se caracterizó por los levantamientos y la huelga por parte de los trabajadores y de los campesinos. Estos formaron los primeros órganos de poder independientes de la tutela del Estado: los sóviets y, especialmente, el Sóviet de San Petersburgo.

## Revolución de febrero de 1917

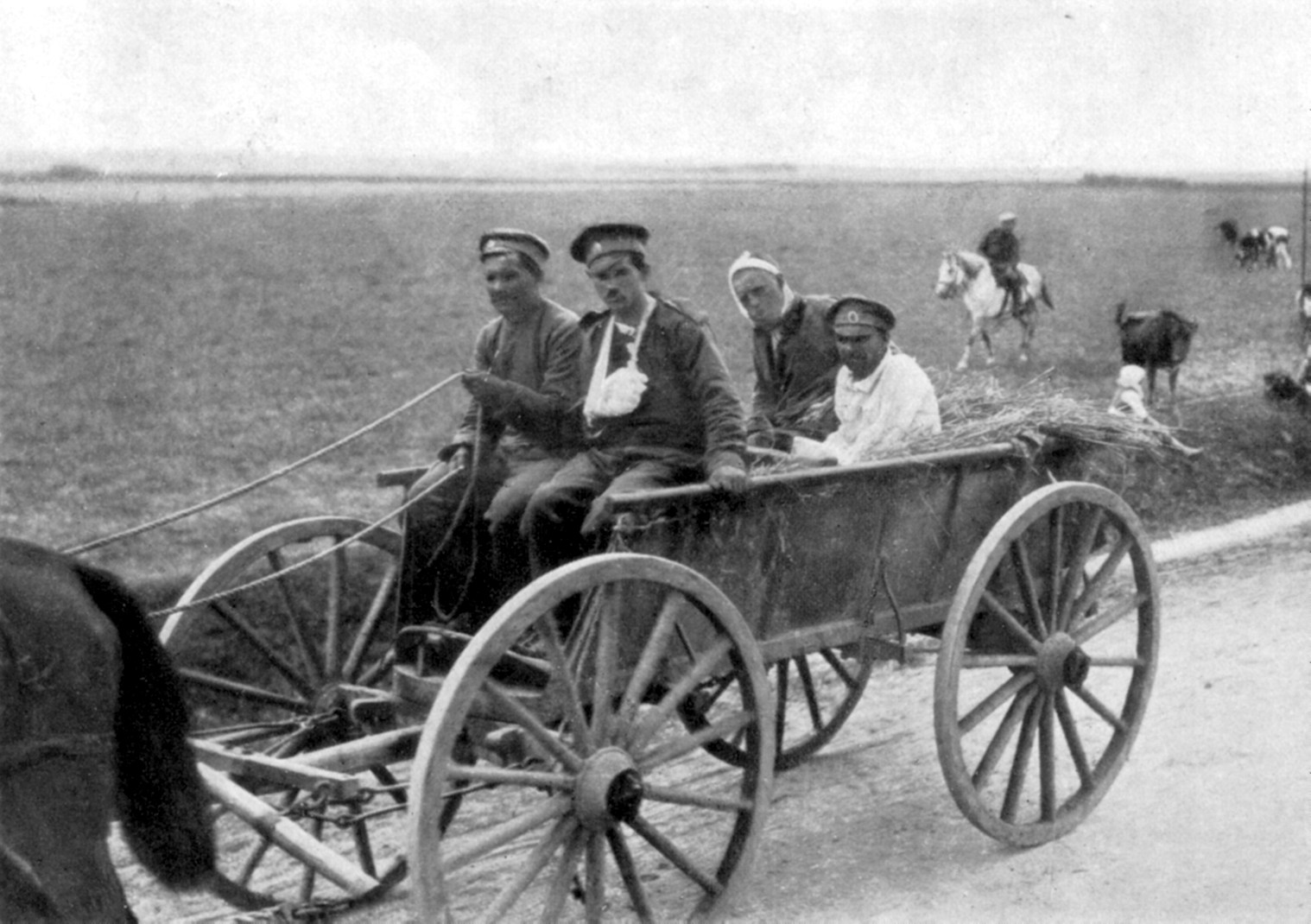
Soldados rusos heridos en el transcurso de la Primera Guerra Mundial y siendo transportados en un carro tirado por caballos.

Las sucesivas derrotas rusas en la Primera Guerra Mundial fueron una de las causas de la Revolución de Febrero. Cuando el país entró en guerra, todos los partidos políticos se mostraron favorables a la participación en la contienda, con la excepción del Partido Obrero Socialdemócrata, el único partido europeo junto al Partido Socialista del Reino de Serbia que se negó a votar los créditos de guerra, aunque advirtió que no trataría de sabotear la actividad bélica de la nación. Tras el comienzo del conflicto y después de algunos éxitos iniciales, el Ejército Imperial Ruso tuvo que soportar graves derrotas (en Prusia Oriental, en particular). Las fábricas no se mostraron lo suficientemente productivas, la red ferroviaria era ineficiente y el suministro de armas y alimentos al Ejército fallaba. En el Ejército, los partes batían todas las marcas: 1 700 000 muertos y 5 950 000 heridos; estallaron disturbios y decayó la moral de los soldados. Estos soportaban mes a mes la incapacidad de sus oficiales —que llegó hasta el punto de suministrar a unidades de combate munición no correspondiente con el calibre de sus armas— y el empleo de la intimidación y los castigos corporales.
La hambruna se extendió entre la población civil y las mercancías comenzaron a escasear. La economía rusa, que antes de la guerra contaba con la tasa de crecimiento más alta de Europa, se encontraba aislada del mercado europeo. El Parlamento ruso (la Duma), constituida por liberales y progresistas, advirtió al zar Nicolás II de estas amenazas contra la estabilidad del Imperio y del régimen, aconsejándole formar un nuevo Gobierno constitucional. El zar desoyó esta advertencia y perdió el liderazgo y el contacto con la realidad del país. La impopularidad de su esposa, la emperatriz Alejandra —de origen alemán—, aumentó el descrédito del régimen, hecho confirmado en diciembre de 1916 con el asesinato de Rasputín, asesor oculto de la emperatriz, por parte del príncipe Félix Yusúpov, un joven noble.
Desde 1915-1916, proliferaron diversos comités que se hicieron cargo de todo aquello que el deficiente Estado ya no asumía (abastecimiento, encargos, intercambios comerciales...). Junto a las cooperativas o los sindicatos, estos comités se convirtieron en órganos de poder paralelos. El régimen ya no controlaba el «país real».
El mes de febrero de 1917 reunió todas las características necesarias para una revuelta popular: invierno duro, escasez de alimentos, hastío hacia la guerra... La revolución se inició con la huelga espontánea de los trabajadores de las fábricas de la capital, Petrogrado, a principios de dicho mes. El 23 de febrero (8 de marzo según el calendario gregoriano), Día Internacional de la Mujer, las mujeres de Petrogrado se manifestaron para exigir pan. Recibieron el apoyo de los obreros, encontrando estos una razón para prolongar su huelga. Ese día, pese a que se produjeron algunos enfrentamientos con la policía, no hubo ninguna víctima.

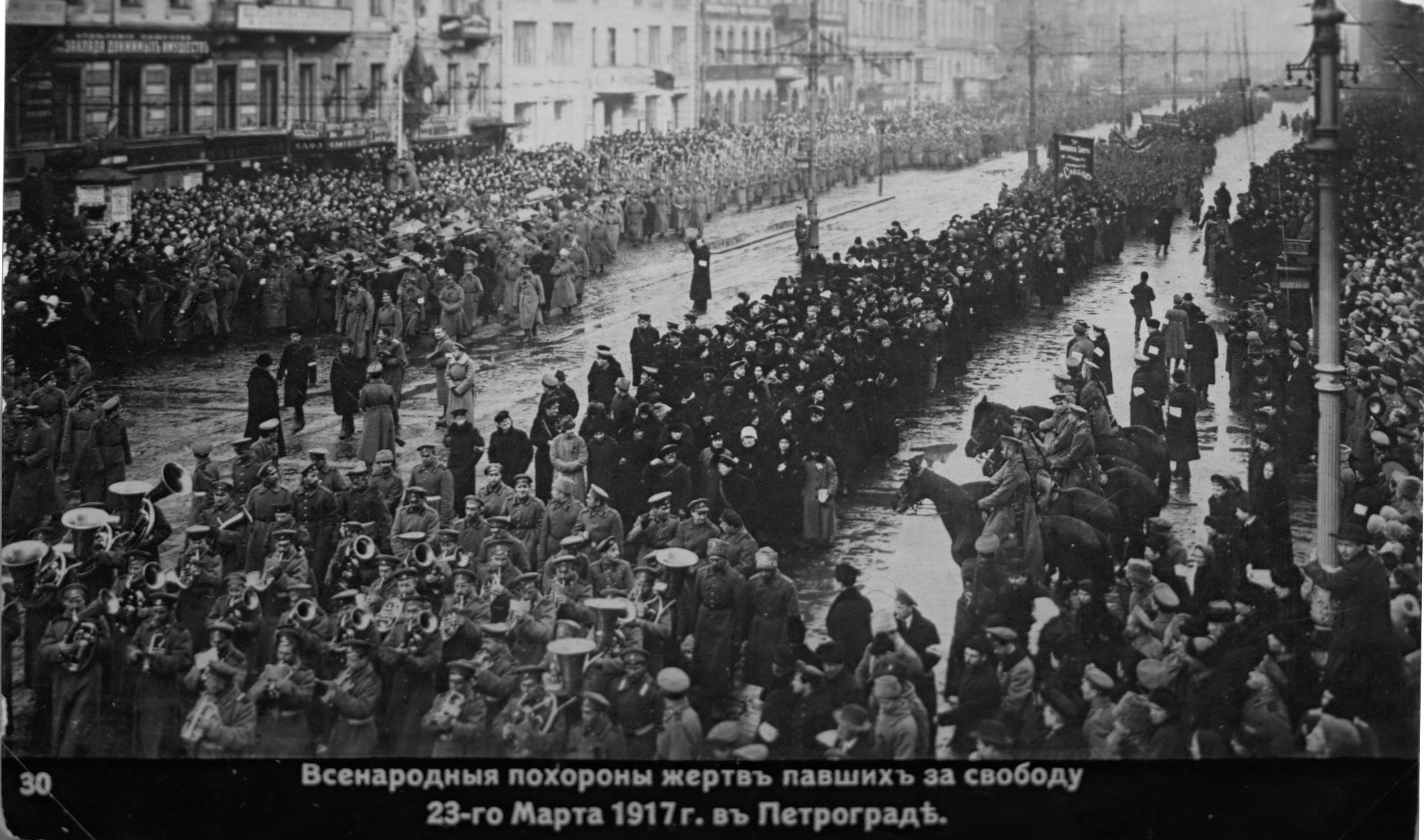
Funerales por las víctimas de la Revolución el 5 de abril de 1917 (23 de marzo según el calendario juliano) en Petrogrado.

Los días siguientes, las huelgas se generalizaron por todo Petrogrado y la tensión fue en aumento. Las consignas, hasta el momento más discretas, se politizaron: «¡Abajo la guerra!», «¡Abajo la autocracia!». En esta ocasión, los enfrentamientos con la policía se saldaron con víctimas en ambas partes. Los manifestantes se armaron sustrayendo armas de los puestos de policía. Tras tres días de manifestaciones, el zar ordenó la movilización de la guarnición militar de la capital para sofocar la rebelión. Los soldados resistieron las primeras tentativas de confraternización y mataron a muchos manifestantes. Sin embargo, durante la noche, parte de una compañía se sumó progresivamente a los insurgentes, que pudieron de esta forma armarse más convenientemente. Entre tanto, el zar, sin medios para gobernar, ordenó disolver la Duma y nombrar un comité interino.
Todos los regimientos de la guarnición de Petrogrado se unieron a la revuelta. Fue el triunfo de la revolución. Presionado por el Estado Mayor, el zar Nicolás II abdicó el 2 de marzo (15 de marzo de 1917 según el calendario gregoriano): «Se deshizo del imperio como un comandante de un escuadrón de caballería». Su hermano, el gran duque Miguel Aleksándrovich, rechazó al día siguiente la corona. Fue el fin del zarismo y se produjeron las primeras elecciones al sóviet de los trabajadores de la capital, el Sóviet de Petrogrado. El primer episodio de la revolución se había saldado con más de un centenar de víctimas, principalmente manifestantes, mas la caída rápida e inesperada del régimen, con unas pérdidas humanas relativamente pequeñas, suscitó en el país una ola de entusiasmo y un sentimiento de liberación.

## La dualidad de poderes
El periodo posterior a la abdicación del zar fue a la vez confuso y de entusiasmo entre la población. El Gobierno provisional sucedió al zarismo rápidamente, mientras que la revolución ganaba profundidad y la masa de trabajadores y campesinos se politizaba.
Los sóviets, nacidos de la voluntad popular, no se atrevieron a contradecir de primeras al Gobierno provisional, pese a su inmovilidad y su actuación en la guerra. Sin embargo, el pequeño Partido Bolchevique, liderado por Lenin quien había vuelto del exilio en Suiza en el mes de abril, fue quien impuso una radicalización estratégica, se hizo portavoz del creciente descontento general y se convirtió en depositario de las aspiraciones populares, mientras que los partidos revolucionarios rivales se desacreditaban entre ellos, alimentando así el peligro contrarrevolucionario.

### «El país más libre del mundo»
La caída de la monarquía se sintió como una liberación sin precedentes. En Rusia se abrió un periodo de intensa alegría popular y de fermentación revolucionaria. Un frenesí por hablar y exponer las ideas propias se instaló en todos los estratos sociales. Las reuniones fueron diarias y los oradores se sucedían de manera casi interminable. Se multiplicaron los desfiles y las manifestaciones. Decenas de miles de cartas, con direcciones y peticiones se enviaban cada semana desde todos los puntos del territorio para dar a conocer el apoyo, las quejas o las reclamaciones del pueblo. Se dirigían principalmente al nuevo Gobierno provisional y al Sóviet de Petrogrado.
Más allá de las expectativas inmediatas, lo que dominaba era el rechazo a toda forma de autoridad, lo que permitió a Lenin hablar de la Rusia de aquellos meses como «el país más libre del mundo», como describió Marc Ferro:

En Moscú, los trabajadores obligan a su patrón a aprender las bases del futuro derecho obrero; en Odesa, los estudiantes dictaban a su profesor el nuevo programa de historia de las civilizaciones; en Petrogrado, los actores sustituyeron a su director de teatro y escogieron el próximo espectáculo; en el ejército, los soldados invitaban al capellán a sus reuniones para que este diera sentido a sus vidas. Incluso los niños menores de catorce años reivindicaban el derecho de aprender boxeo para hacerse escuchar ante los mayores. Era el mundo al revés.

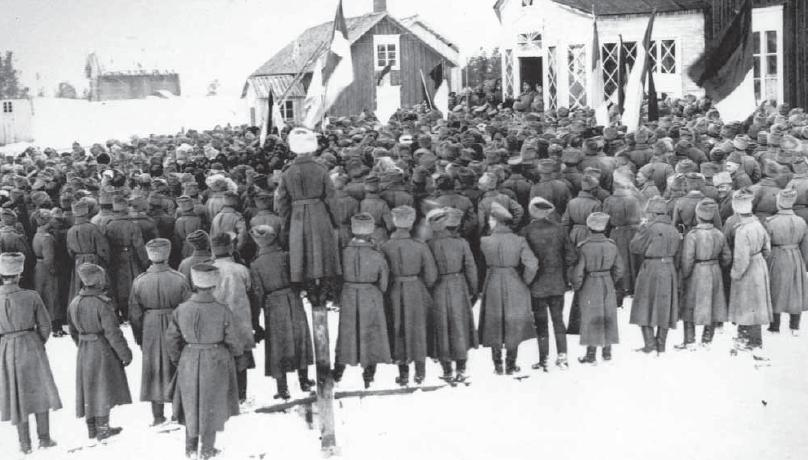
Reunión de soldados revolucionarios en el Gran Ducado de Finlandia en marzo de 1917.

Estas primeras semanas llenas de esperanza y generosidad fueron muy pacíficas, tanto en las ciudades como en las zonas rurales. Ninguna represalia, oficial o espontánea, se tomó contra los antiguos siervos del zar, teniendo incluso derecho estos a trasladar su residencia o exiliarse. El Gobierno provisional abolió la pena de muerte, ordenó la apertura de las prisiones, permitiendo el retorno de los exiliados por cualquier motivo (incluido Lenin) y proclamó las libertades fundamentales: de prensa, de reunión y de conciencia (en la práctica ya adquirida tras la Revolución de Febrero). El antisemitismo de Estado desapareció; la Iglesia Ortodoxa Rusa, bajo la tutela del Estado desde tiempos de Pedro I el Grande, pudo reunir libremente un consejo que, en el verano de 1917, restableció el Patriarcado de Moscú. En el ejército, la orden n.º 1, expedida por el Sóviet de Petrogrado, que contaba con la mayoría de socialistas revolucionarios y mencheviques, prohibió el acoso humillante de los oficiales a los soldados e instauró los derechos de reunión, petición y prensa.
Por último, la manifestación más clara de la emancipación de la sociedad civil fue, por supuesto, la creación espontánea de los sóviets (consejos) de obreros, campesinos, soldados y marineros, que cubrieron en una semana la práctica totalidad del país. Estas asambleas, que ya habían surgido en 1905 (especialmente, el Sóviet de San Petersburgo), paliaron la escasez de organizaciones habituales en Occidente (partidos, sindicatos...) debida a la represión zarista. Fueron órganos de democracia directa que pretendían ejercer un poder autónomo, y, ante la posibilidad de que el Gobierno Provisional llevara a cabo una contrarrevolución, velaron por la preservación y la ampliación de las conquistas de la Revolución de Febrero.

### El Gobierno Provisional y los sóviets

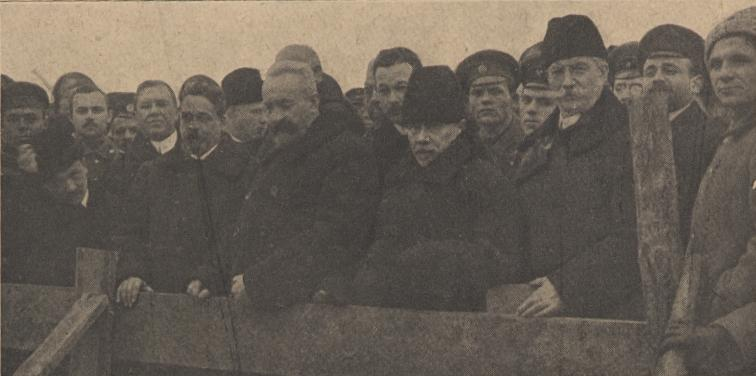
Los integrantes del Gobierno Provisional Ruso.

La Duma eligió un Gobierno provisional encabezado por Mijaíl Rodzianko, un exoficial del zar del Partido Octubrista, monárquico y rico terrateniente. Desde el 15 de marzo, la dirección de dicho Gobierno fue tomada por Gueorgui Lvov, un liberal progresista del Partido Democrático Constitucional.
Por ello, pese a que la revolución había sido encabezada por los obreros y los soldados, el poder estaba en manos de un Gobierno provisional dirigido por políticos liberales del Partido Democrático Constitucional (llamado KD o Kadete), el partido de la burguesía liberal. Mas, en realidad, era preciso transigir con los sóviets. En las ciudades y pueblos, con el anuncio de la revolución en la capital, se formaron sóviets al tiempo que los notables que regían en nombre del zar fueron destituidos. Desde principios de marzo, los sóviets ya estaban presentes en las principales ciudades, y en abril y mayo se extendieron a las zonas rurales. Los sóviets eran unas asociaciones donde los trabajadores acudían a discutir sobre la situación y al mismo tiempo un órgano de gobierno.

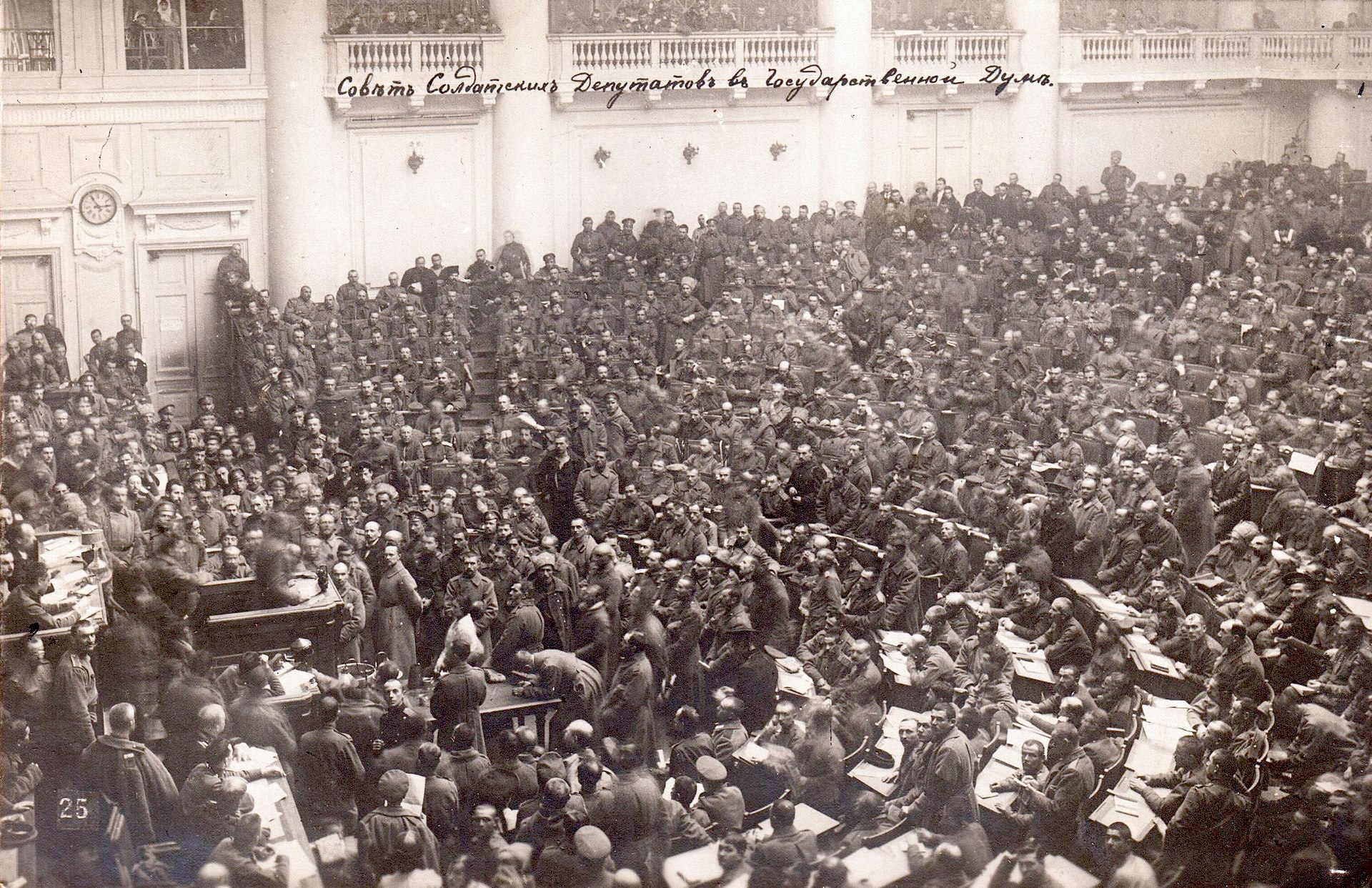
Asamblea del Sóviet de Petrogrado en 1917.

El programa del Sóviet de Petrogrado recogía el firmar la paz de manera inmediata y poner fin así a la Primera Guerra Mundial, otorgar la propiedad de la tierra a los campesinos, la implantación de la jornada laboral de ocho horas y el establecimiento de una república democrática. Este programa resultaba inaplicable para la burguesía liberal que asumió el poder tras la revolución, que no firmó la paz, ni revisó la propiedad de las tierras ni acortó la jornada laboral.
Además, el Gobierno consideró (así como parte de los dirigentes de los sóviets y de los partidos revolucionarios) que solo la futura Asamblea Constituyente elegida por sufragio universal tenía derecho a decidir sobre la propiedad de la tierra y el sistema social. Pero la ausencia de millones de votantes, que se encontraban combatiendo en el frente, retrasó la celebración de las elecciones (sobre todo porque el Gobierno continuaba con la guerra). La realización de las reformas fue continuamente aplazada sine die. La situación llegó hasta tal punto, que el Gobierno se abstuvo de proclamar oficialmente la República antes de septiembre. Tomó así el riesgo de decepcionar peligrosamente a la población. Por añadidura, no podía gobernar sin el apoyo de los sóviets, que contaban con el respaldo y la confianza de la gran masa de trabajadores.
Los sóviets estaban dominados por los socialistas, los mencheviques y socialistas revolucionarios. Los bolcheviques, a pesar de su nombre —en ruso, «mayoritarios»—, eran una minoría. Por aquel momento, los sóviets, incluido el de Petrogrado, demostraron un apoyo moderado al Gobierno provisional y no continuaron reclamando las reformas más radicales, lo que obliga a matizar la noción habitual de «dualidad de poderes». La confluencia entre el Sóviet de Petrogrado y el Gobierno provisional cristalizó en la figura de Aleksandr Kérenski, socialrevolucionario, vicepresidente del Sóviet de Petrogrado y ministro de Justicia y Guerra.
Casi todos los revolucionarios, especialmente los de la escuela marxista, creían que la revolución proletaria era prematura en un país económicamente atrasado y rural. En su opinión, Rusia solo estaba preparada para una revolución burguesa, ya que el proletariado era demasiado débil y muy reducido. La revolución debía limitarse primeramente a las tareas que el análisis marxista asignaba a la revolución burguesa, cumplidas por la Revolución Francesa en 1789: el fin del feudalismo y la reforma agraria. Desde este punto de vista, los sóviets se concebían como «fortalezas proletarias» ubicadas en el corazón de la «revolución burguesa» dedicadas a velar por la realización de las reivindicaciones populares, y posteriormente, preparar la transición al socialismo, además de prevenir una posible contrarrevolución monárquica o la ruptura con la burguesía.
Pese a ello, esto no respondió a la urgencia que las masas exigían para ver colmadas sus aspiraciones. Los partidos revolucionarios corrían el peligro de incurrir en el mismo descrédito popular que el Gobierno provisional.

## Las crisis repetitivas

### Las Jornadas de abril
A pesar de la voluntad popular de poner fin a la guerra, la participación en la Primera Guerra Mundial no varió. En abril, la publicación de una nota secreta del Gobierno a sus aliados, diciendo que no pondría en peligro los tratados zaristas y que continuaría con la guerra, provocó la ira entre los soldados y los trabajadores. Las manifestaciones a favor y en contra del Gobierno causaron los primeros enfrentamientos armados de la revolución y precipitaron la renuncia del ministro de Relaciones Exteriores, el historiador Pável Miliukov, del KD. Los socialistas moderados entraron a continuación en el Gobierno, con el apoyo de la mayoría de los trabajadores, que creían que así podrían ejercer presión para poner fin a la guerra.
Al mismo tiempo, poco después de su regreso a Rusia, Lenin publicó sus Tesis de abril. Continuando con los argumentos expuestos en El imperialismo, estado supremo del capitalismo, afirmó que el capitalismo había entrado en «fase de putrefacción» y que la burguesía ya no era capaz, en los países recientemente industrializados, de asumir el papel revolucionario que ya había desempeñado en el pasado. Para él, solamente se podría detener la guerra y asegurar las conquistas de la Revolución de Febrero dando todo el poder a los sóviets. Lenin se negaba a prestar cualquier tipo de apoyo al Gobierno provisional y exigió la confiscación de las tierras y su posterior redistribución entre los campesinos, el control obrero sobre las fábricas y la transición inmediata a una república de sóviets.
Estas ideas eran muy minoritarias en el propio seno de los bolcheviques, que se mantenían en una línea común de apoyo al Gobierno, llegando el periódico Pravda, dirigido por Stalin y Mólotov, a hablar públicamente de la reanudación del trabajo y la vuelta a la normalidad. Pero con el colapso económico y la guerra en curso, las ideas del partido bolchevique, dirigido por Lenin y por Trotski a partir de verano, fueron ganando influencia. A principios de junio, los bolcheviques ya eran mayoría en el Sóviet de Petrogrado de diputados de obreros y soldados.

### Las Jornadas de julio

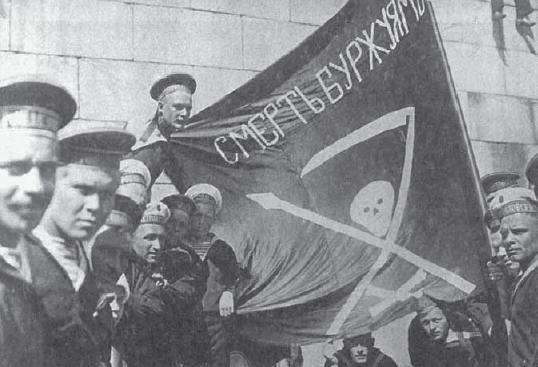
Infantes de marina revolucionarios de la flota imperial rusa durante el verano de 1917.

En los primeros meses de 1917, la guerra provocaba un rechazo inferior al de la incapacidad del zar para llevarla con eficacia, unido a la crueldad y la negligencia de los oficiales. El «derrotismo revolucionario» llegó a ser impopular en el propio partido bolchevique. Muchos, y no solo en la élite burguesa rusa, esperaban una explosión patriótica y jacobina contra la Alemania del Káiser, algo así como lo que sucedió tras la caída de la monarquía francesa en 1792, que llevó a la victoria de Valmy y la derrota del enemigo. El ministro de Guerra, Aleksandr Kérenski, un buen orador y muy popular, fue elegido para encarnar ese arranque en los planos nacional y revolucionario.
Por otra parte, la consignas a favor de la paz comenzaban a ser más frecuentes en la retaguardia que en el frente, donde los soldados solían ver a los obreros como privilegiados, y detestaban que se pusiera en tela de juicio la utilidad de los sacrificios que llevaban soportando desde que estalló el conflicto. De hecho, una gran mayoría de los rusos se mostraban a favor de una paz negociada, sin anexiones ni indemnizaciones, pero muchos estaban también dispuestos a dar una oportunidad a una última ofensiva militar.
Sin embargo, entre febrero y julio, el cansancio y la impopularidad hacia la guerra fueron ganando terreno, así como la propaganda pacifista. La continuación de la guerra creaba una situación muy criticada, ya que era imposible instaurar la jornada laboral de ocho horas sin perjudicar a la producción bélica, o tratar de convocar elecciones para formar la Asamblea Constituyente teniendo millones de soldados en el frente.

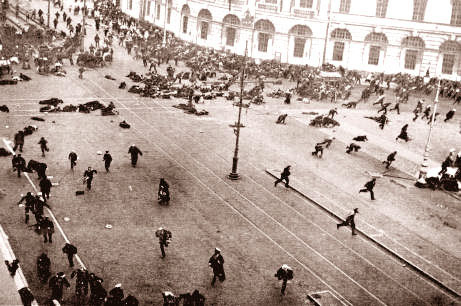
Dispersión de una muchedumbre reunida en la Nevsky Prospekt de Petrogrado. Julio de 1917.

El fracaso militar de la Ofensiva Kérenski, puesta en marcha a principios de julio, provocó una decepción general. Tras algunos éxitos iniciales debidos al general Alekséi Brusílov, el mejor comandante en jefe ruso de la Gran Guerra, el fracaso se hizo patente y los soldados se negaron a situarse en primera línea de combate. El Ejército entró en descomposición, las deserciones se multiplicaron, las protestas en la retaguardia se acrecentaron y la popularidad de Kérenski comenzó a degradarse.
Los días 3 y 4 de julio, se conoció el fracaso de la ofensiva, y los soldados situados en la capital, Petrogrado, se negaron a regresar al frente. Reunidos con los obreros, se manifestaron para exigir que los dirigentes del Sóviet de Petrogrado tomaran el poder. Desbordados por la situación, los bolcheviques se manifestaron en contra de un levantamiento prematuro, argumentando que era demasiado pronto para derrocar al Gobierno provisional: los bolcheviques solamente eran mayoritarios en Petrogrado y Moscú, mientras que los partidos socialistas moderados mantenían una influencia importante en el resto del país. Preferían dejar que el Gobierno prosiguiera con sus actividades para demostrar así su incapacidad para gestionar los problemas suscitados tras la revolución: la firma de la paz, la jornada de ocho horas y la reforma agraria.

### El aumento de la reacción
La represión, sin embargo, se cernió sobre los bolcheviques: Trotski fue encarcelado, Lenin se vio obligado a huir y a refugiarse en Finlandia y el periódico bolchevique Rabochi i Soldat (Obrero y Soldado) fue prohibido. Los regimientos de artilleros que habían apoyado la Revolución de Febrero se disolvieron, siendo enviados al frente en pequeños destacamentos, al tiempo que los obreros eran desarmados. 90 000 hombres tuvieron que abandonar Petrogrado; se encarceló a los «agitadores» y se restauró la pena de muerte, abolida en febrero. En el frente, la reanudación de las hostilidades se inició tras la repentina libertad otorgada por la Orden n.º 1 en febrero. Así, el 8 de julio, el general Kornílov, que comandaba las operaciones del frente sudoriental, dio la orden de abrir fuego de ametralladora y artillería contra los soldados que abandonaran el frente. Desde el 18 de junio al 6 de julio, la ofensiva en este frente se saldó con 58 000 muertes, sin éxito.
La reacción aumentó, con el zarismo levantando la cabeza; produciéndose pogromos en las zonas rurales. El socialrevolucionario (SR o eser) Kérenski sucedió a Gueorgui Lvov, demócrata constitucional (KD o kadete), al frente del Gobierno provisional tras las Jornadas de Julio, pero fue perdiendo progresivamente la consideración de las masas populares y parecía incapaz de contener el crecimiento de la reacción.

### El levantamiento de Kornílov
El general Lavr Kornílov fue nombrado nuevo comandante en jefe por Kérenski. Aunque el Ejército se descomponía, Kornílov encarnaba la vuelta a la disciplina férrea anterior: en abril, dio órdenes de disparar a los desertores y de mostrar los cadáveres con señales en las carreteras, amenazó con penas severas a los agricultores que osaran tomar los dominios señoriales. Kornílov, renombrado monárquico, era en realidad un republicano indiferente a la restauración del zar, y un hombre del pueblo (hijo de cosacos y no aristócrata), lo que era raro en aquella época entre la casta militar. Ante todo nacionalista, deseaba la continuación de Rusia en la guerra mundial, ya fuera bajo la autoridad del Gobierno provisional o sin él. Mucho más bonapartista o incluso prefascista que monárquico, no se convirtió tan rápidamente en la esperanza de las antiguas clases dirigentes, nobleza y alta burguesía, y de todos aquellos que anhelaban un retorno al orden, o simplemente un castigo severo a los bolcheviques derrotistas.

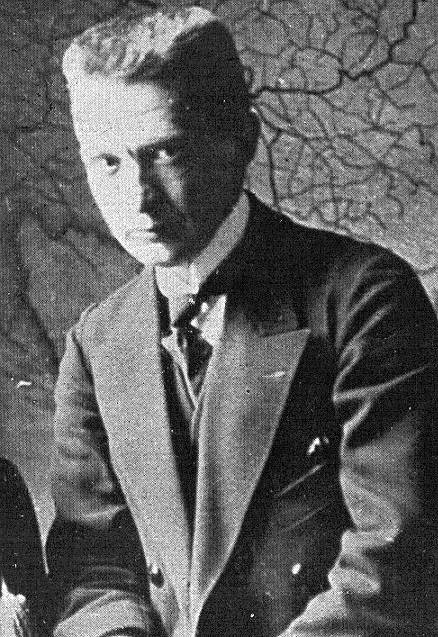
Aleksandr Kérenski, líder del Gobierno Provisional Ruso.

En las fábricas y en el Ejército, el peligro de una contrarrevolución fue tomando forma. Los sindicatos, donde los bolcheviques eran mayoría (pese a la represión), organizaron una huelga que fue seguida de forma masiva. La tensión aumentaba poco a poco, con la radicalización de los discursos de los diferentes partidos. Así, el 20 de agosto, ante el Comité Central del Partido KD, su líder, Pável Miliukov, dijo: «El pretexto lo proporcionarán los motines producidos por el hambre o por la acción de los bolcheviques, en todo caso la vida empujará a la sociedad y a la población a contemplar la inevitabilidad de una cirugía.» La Unión de oficiales del ejército y de la marina, organización influyente en la parte superior del cuerpo del Ejército ruso y financiada por la comunidad empresarial, pidió el establecimiento de una dictadura militar. En el frente, el capitán Muraviov, miembro del Partido Social-Revolucionario, formó varios batallones de la muerte y aseguró que «estos batallones no están destinados a ir al frente, sino a Petrogrado, donde ajustarán cuentas con los bolcheviques».
A finales de agosto de 1917, Kornílov organizó un levantamiento armado, enviando tres regimientos de caballería por ferrocarril a Petrogrado, con el objetivo de aplastar los sóviets y las organizaciones obreras para devolver a Rusia al contexto bélico. Ante la incapacidad del Gobierno Provisional para defenderse, los bolcheviques organizaron la defensa de la capital. Los obreros cavaron trincheras y los ferroviarios enviaron los trenes a vías muertas, provocando que el contingente se disolviera.
Las consecuencias del intento de golpe fueron importantes: las masas se rearmaron, los bolcheviques pudieron salir de su semiclandestinidad y en julio, los presos políticos, incluido Trotski, fueron puestos en libertad por los marineros de Kronstadt. Para sofocar el golpe, Kérenski solicitó la ayuda de todos los partidos revolucionarios, aceptando la liberación y el rearme de los bolcheviques. Perdió el apoyo de la derecha, que no le perdonaba el haber sofocado el intento de golpe, pero sin obtener al tiempo el de la izquierda, que lo consideraba demasiado indulgente en cuanto a las represalias hacia los cómplices de Kornílov, y mucho menos el apoyo de la extrema izquierda bolchevique, en la que Lenin, desde su escondite, dio la orden de no apoyar a Kérenski y de limitarse a luchar contra Kornílov.

### Ebullición popular, explosión campesina y crecimiento de los bolcheviques

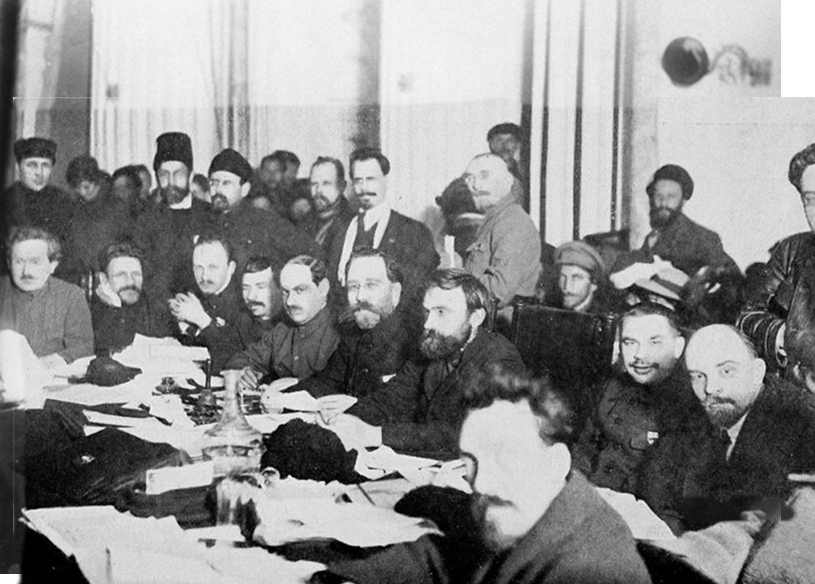
Reunión bolchevique con Lenin a la derecha de la imagen.

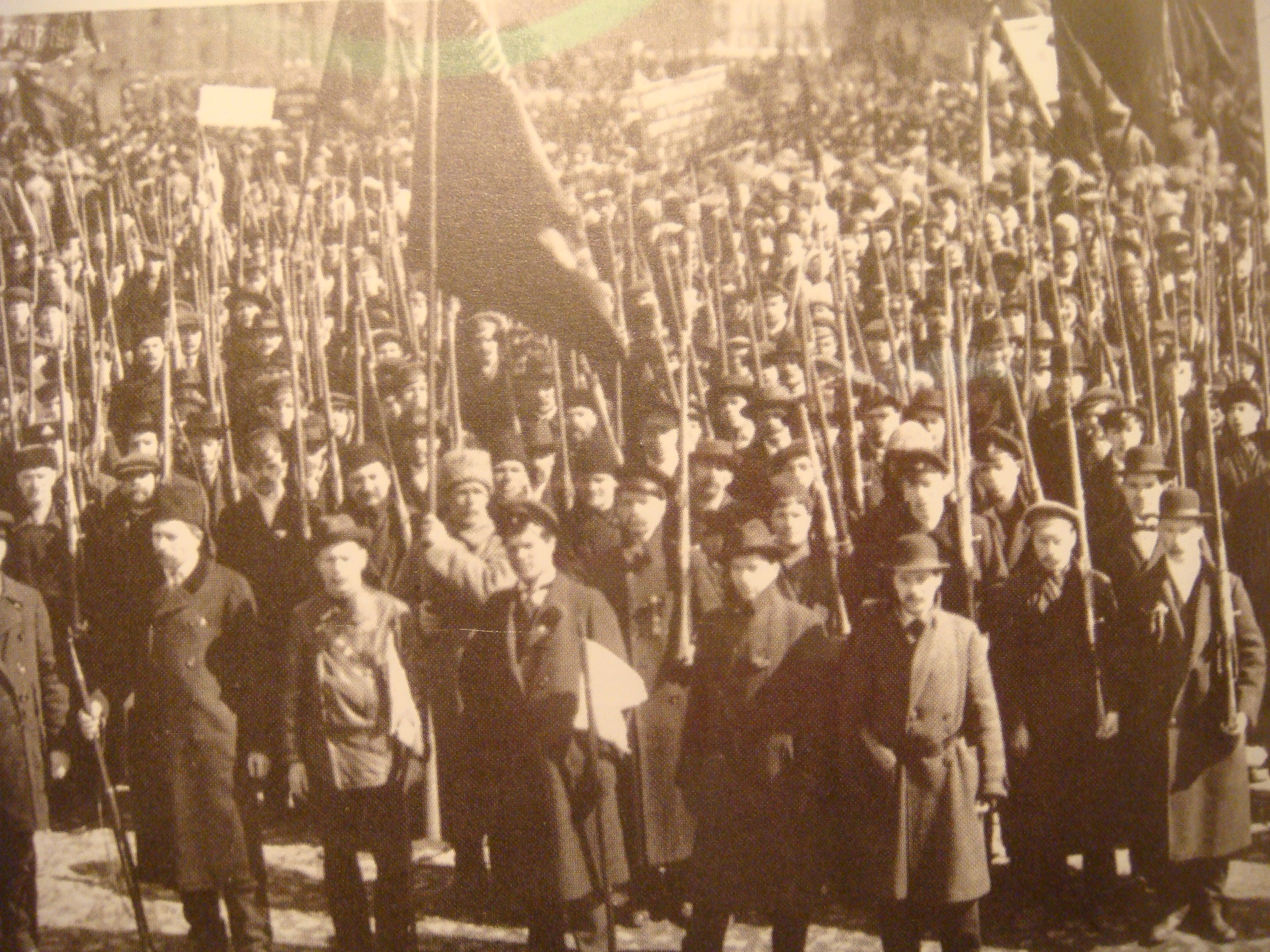
Manifestación de obreros armados y la Guardia Roja en Petrogrado en 1917.

Poco a poco, los obreros y los soldados se fueron convenciendo de que no podía haber una reconciliación entre el antiguo modelo de sociedad defendido por Kornílov y el nuevo. El golpe y la caída del Gobierno Provisional, que dio a los sóviets la dirección de la resistencia, fortaleció y reforzó la autoridad y la presencia en la sociedad de los bolcheviques. Su prestigio iba en aumento: apremiados por la contrarrevolución, las masas se radicalizaron y los sindicatos se alinearon con los bolcheviques. El 31 de agosto, el Sóviet de Petrogrado ya era mayoritariamente bolchevique, escogiendo a Trotski como su presidente el 30 de septiembre.
Todas las elecciones fueron testimonio del crecimiento bolchevique: así, en las elecciones de Moscú, entre junio y septiembre, el PSR pasó de 375 000 a 54 000 votos, los mencheviques de 76 000 a 16 000 y el KD de 109 000 a 101 000 sufragios, mientras que los bolcheviques aumentaron de 75 000 a 198 000 votos. El lema «Todo el poder para los sóviets» fue utilizado más allá del ámbito bolchevique, siendo usado por obreros del PSR o por los mencheviques. El 31 de agosto, el Sóviet de Petrogrado y otros 126 sóviets votaron una resolución en favor del poder soviético.
La revolución continuaba y se aceleraba, especialmente en las zonas rurales. Durante el verano de 1917, los agricultores adoptaron medidas, tomando las tierras de los señores, sin esperar a la prometida reforma agraria y retrasada de forma constante por el Gobierno. El campesinado ruso, de hecho, regresó a su larga tradición de grandes levantamientos espontáneos (los bunts), que ya habían marcado el pasado nacional, como las revueltas protagonizadas por Stenka Razin en el siglo XVII o Yemelián Pugachov en tiempos de Catalina II. No siempre violentas, estas ocupaciones masivas de tierras fueron a menudo el escenario de levantamientos espontáneos donde las propiedades de los maestros eran quemadas, llegando ellos mismos a ser maltratados o asesinados. Estos inmensos levantamientos campesinos, sin duda los más importantes de la historia europea, consiguieron que las tierras se compartieran sin que el gobierno condenara ni ratificara el movimiento.
Sabiendo que la «repartición negra» (nombre de la antigua organización naródnik Repartición Negra) estaba cumpliéndose en sus pueblos, los soldados, de origen mayoritariamente campesino, desertaron en masa con el fin de poder participar a tiempo en la nueva distribución de las tierras. La acción de la propaganda pacifista y el desaliento tras el fracaso de la última ofensiva del verano hicieron el resto. Las trincheras se vaciaron poco a poco.
Así, los bolcheviques, a los que todavía se los calificaba en junio como «insignificante puñado de demagogos» controlaban la mayor parte del país. Desde junio de 1917, en una sesión del 1.er Congreso Panruso de los Sóviets, Lenin ya había anunciado abiertamente —durante una célebre discusión con el menchevique Irakli Tsereteli— que los bolcheviques estaban dispuestos a tomar el poder, pero que por el momento sus palabras no habían sido tomadas en serio.

## Octubre de 1917
En octubre de 1917, Lenin y Trotski consideraron que había llegado el momento de terminar con la situación de doble poder. La coyuntura les era oportuna por el gran descrédito y el aislamiento del Gobierno provisional, ya reducido a la impotencia, así como por la impaciencia de los propios bolcheviques.

### La insurrección
Los debates en el seno del Comité central del Partido bolchevique con el objetivo de que este organizara una insurrección armada y tomara el poder eran cada vez más intensos. Algunos en torno a Kámenev y Zinóviev consideraban que todavía había que esperar, porque el partido ya estaba asentado en la mayoría de los sóviets, y se encontraría, según su opinión, aislado en Rusia y en Europa si tomaba el poder de manera individual y no dentro de una coalición de partidos revolucionarios. Lenin y Trotski consiguieron superar estas reticencias internas y el Comité aprobó y pasó a organizar la insurrección que Lenin fijó para la víspera del 2.º Congreso de los Sóviets, que debía reunirse el 25 de octubre.
Se creó un Comité Militar Revolucionario en el seno del Sóviet de Petrogrado, siendo dirigido por Trotski, presidente del mismo. Se componía de obreros armados, soldados y marineros. Aseguraba el apoyo o neutralidad de la guarnición militar de la ciudad y la preparación metódica de la toma de los puntos estratégicos de la ciudad. La preparación del golpe se hizo prácticamente a la vista de todo el mundo, ya que todos los planes que se ofrecieron a Kámenev y Zinóviev se podían encontrar disponibles en los periódicos, y el propio Kérenski solamente esperaba que el enfrentamiento final terminara con la situación.

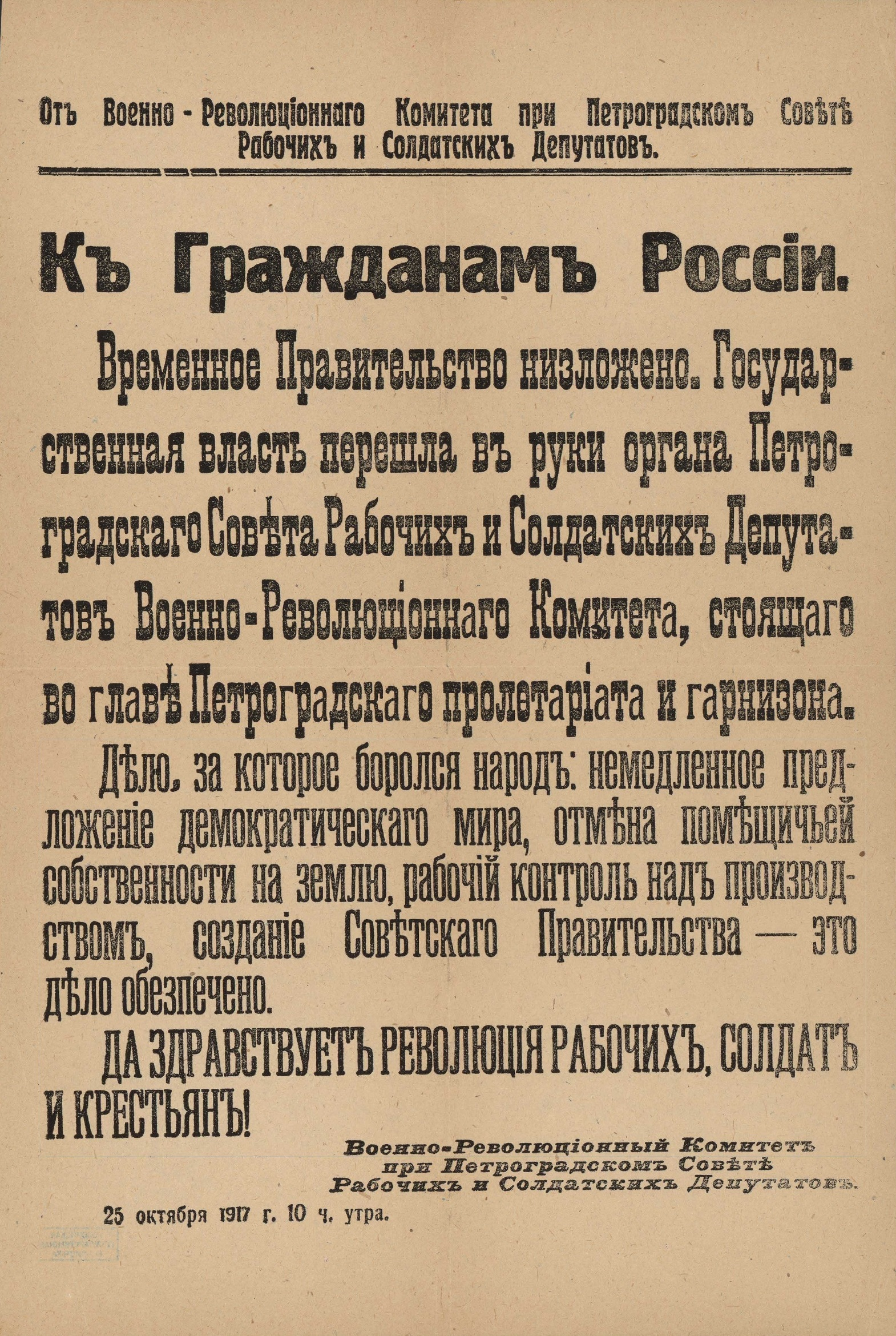
Proclama del Comité Militar Revolucionario de Petrogrado anunciando la deposición del Gobierno Provisional.

La insurrección se puso en marcha en la noche del 6 al 7 de noviembre (24 y 25 de octubre según el calendario juliano). Los sucesos se desarrollaron sin apenas derramamientos de sangre. La Guardia Roja bolchevique tomó, sin resistencia, el control de los puentes, de las estaciones, del banco central y de la central postal y telefónica justo antes de lanzar un asalto final al Palacio de Invierno. Las películas oficiales posteriores elevaron estos sucesos al rango de heroicos, pero en realidad los insurgentes solo tuvieron que hacer frente a una resistencia débil. De hecho, entre las tropas acuarteladas en la ciudad, solamente algunos batallones de cadetes (junkers) apoyaron al Gobierno Provisional, mientras que la inmensa mayoría de los regimientos se pronunciaron a favor del levantamiento o se declararon neutrales. En total, hubo cinco muertos y varios heridos. Durante el levantamiento, los tranvías continuaron circulando, los teatros con sus representaciones y las tiendas abrieron con normalidad. Uno de los acontecimientos más importantes del siglo XX había tenido lugar sin que prácticamente nadie lo tuviera en cuenta.
Si un puñado de partisanos había podido tomar el control de la capital ante un Gobierno Provisional que ya nadie apoyaba, el levantamiento debía en ese momento ser ratificado por las masas. Al día siguiente, el 25 de octubre, Trotski anunció oficialmente la disolución del Gobierno Provisional en la apertura del 2.º Congreso Panruso de los Sóviets de Diputados de Obreros y Campesinos, con 562 delegados presentes, de los cuales 382 eran bolcheviques y 70 del Partido Socialista Revolucionario de Izquierda.
Sin embargo, algunos delegados creían que Lenin y los bolcheviques habían tomado el poder ilegalmente, y alrededor de cincuenta abandonaron el congreso. Estos, socialistas revolucionarios de derechas y mencheviques, crearon al día siguiente un «Comité de Salvación de la Patria y de la Revolución». Este abandono del congreso se vio acompañado por una resolución improvisada por parte de León Trotski: «El 2.º Congreso debe ver que la salida de los mencheviques y de los socialrevolucionarios es un intento criminal y sin esperanza de romper la representatividad de la asamblea cuando las masas intentan defender la revolución de los ataques de la contrarrevolución». Al día siguiente, los sóviets ratificaron la creación de un Consejo de Comisarios del Pueblo (Sovnarkom), constituido en su totalidad por bolcheviques, como base del nuevo gobierno, a la espera de la celebración de una asamblea constituyente. Lenin se justificó al día siguiente ante el representante de la guarnición de Petrogrado de la siguiente manera: «No es nuestra responsabilidad si los socialistas revolucionarios y los mencheviques han abandonado el congreso. Nosotros les habíamos propuesto compartir el poder [...] Hemos invitado a todo el mundo a participar en el gobierno».

### El nuevo Gobierno
En las horas siguientes, varios decretos sentaron las bases del nuevo régimen. Cuando Lenin hizo su primera aparición pública, fue ovacionado y declaró: «Vamos a proceder a la construcción del orden socialista».
En primer lugar, Lenin anunció la abolición de la diplomacia secreta y la propuesta a todos los países beligerantes en la Primera Guerra Mundial de entablar conversaciones «con miras a una paz justa y democrática, inmediata, sin anexiones y sin indemnizaciones».
Luego, se promulgó el Decreto sobre la Tierra: «las grandes propiedades territoriales quedaron abolidas inmediatamente, y sin indemnización alguna». Otorgaba a los sóviets de campesinos la libertad de hacer lo que consideraran, ya fuera socializar la tierra o repartirla entre los campesinos pobres. El texto confirmaba una realidad ya existente, ya que los campesinos ya habían aprovechado esas tierras durante el verano de 1917. Con esta medida, los bolcheviques consiguieron una neutralidad benevolente por parte de los campesinos, al menos hasta la primavera de 1918.
Por último, se nombró un nuevo Gobierno, denominado Consejo de Comisarios del Pueblo o Sovnarkom. Dicho gobierno aplicó otras medidas, como la abolición de la pena de muerte (a pesar de la reticencia de Lenin, que consideraba esta pena indispensable), la nacionalización de los bancos (el 14 de diciembre), el control obrero sobre la producción, la creación de una milicia obrera, la soberanía e igualdad de todos los pueblos de Rusia, su derecho de autodeterminación, incluida la separación política y el establecimiento de un estado nacional independiente, la supresión de cualquier privilegio de carácter nacional o religioso, etc. En total, se realizaron las treinta y tres reformas que el Gobierno Provisional había sido incapaz de realizar en ocho meses de mandato.
En 1871, los obreros parisinos habían tomado el poder en la conocida como Comuna de París. Esta primera experiencia de «dictadura del proletariado» (tal y como Friedrich Engels la calificó) había acabado con la matanza de 10 000 a 20 000 miembros de la comuna y con deportaciones en masa. Con el poder controlado en Petrogrado, Lenin y Trotski sabían que no podrían mantener ese poder sin el apoyo de países industriales como Alemania, Francia e Inglaterra; por lo que esperaban mantenerse más que los setenta y dos días que duró la Comuna de París.

### La naturaleza de Octubre
Desde las primeras horas del 7 de noviembre hasta la actualidad, varios medios calificaron la Revolución de Octubre como un golpe de Estado de una minoría determinada y organizada que tenía como objetivo dar «todo el poder a los bolcheviques» y no a los sóviets. L'Humanité, el principal periódico socialista francés, titulaba «Golpe de Estado en Rusia que lleva a Lenin y a los "maximalistas" al poder».
El historiador Alessandro Mongil observa además que en los años siguientes, los mismos bolcheviques no dudaban en hablar entre ellos acerca de su «golpe de octubre» (oktyabrski perevorot). En su autobiografía, Trotski utilizaba los términos «insurrección», «toma del poder» y «golpe de Estado». Rosa Luxemburgo, comunista alemana, también habló del «golpe de Estado de octubre».
Marc Ferro considera que Octubre es desde el punto de vista técnico un golpe de Estado, pero que no se explica en el contexto de ebullición revolucionaria general en todo el país y en toda la sociedad. Las fuerzas populares han dado por lo menos un apoyo tácito a la empresa bolchevique contra un gobierno impotente y ya desacreditado:

A los activistas revolucionarios de 1917, octubre apareció como un golpe de Estado contra la democracia, como una especie de golpe llevado a cabo por una minoría que fue capaz de tomar el poder y mantenerlo. Juicio excesivo, ya que en el II Congreso de los Sóviets, reunido en plena insurrección, hubo una mayoría de los bolcheviques, así como representantes socialistas revolucionarios y mencheviques, junto a los futuros líderes del Estado soviético, Lenin, Trotski, Kámenev, Zinóviev, siendo elegidos dirigentes del Presidium. [...] El juicio de los nuevos opositores, mencheviques, populistas y anarquistas, es igualmente parcial en el sentido de que los bolcheviques cumplieron con las prioridades, que tras seis meses de lucha y dilaciones, las clases populares exigían: que los jefes militares, los terratenientes, los ricos, los sacerdotes y otros «burgueses» fueran permanentemente expulsados de la Historia. Por el contrario, es innegable que, al haber participado en la insurgencia y ayudado a los bolcheviques a tomar el poder, los soldados, los marinos y los obreros creían que el poder pasaría a los sóviets. Ni por un momento imaginaron que los bolcheviques, en su nombre, conservarían el poder solamente para ellos y para siempre.

Nicolas Werth, refiriéndose a las «paradojas y los malentendidos de octubre», resume de la siguiente manera los debates y la oposición, a menudo no sin segundas intenciones y con un sesgo ideológico:

Para la primera escuela histórica que podría llamarse «liberal», la Revolución de Octubre fue un golpe impuesto por la violencia en una sociedad pasiva, resultado de una hábil conspiración tramada por un puñado de fanáticos disciplinados y cínicos, carentes de toda base real en el país. Hoy en día, casi todos los historiadores rusos, así como la élite culta y los dirigentes de la Rusia postcomunista hicieron suya la vulgata liberal. Privada de toda profundidad social e histórica, la Revolución de Octubre en 1917 fue un accidente que desvió de su curso natural a la Rusia prerrevolucionaria, una Rusia rica, laboriosa y en el camino a la democracia [...]. Si el golpe de Estado bolchevique de 1917 fue un accidente, entonces el pueblo ruso ha sido una víctima inocente. Teniendo en cuenta esta interpretación, la historiografía soviética ha intentado demostrar que Octubre fue el resultado lógico, previsible e inevitable, de un itinerario liberador iniciado por las «masas» conscientemente unidas al bolchevismo. [...] Rechazando tanto la divulgación liberal como la marxizante, un tercio de la historiografía actual ha tratado de «desideologizar» la historia, de comprender, como Marc Ferro, que afirma: "el levantamiento de octubre de 1917 pudo ser un movimiento de masas en el que solo unos pocos participaron". [...]

Por lo tanto, según este historiador, lejos de «simplismos» liberales o marxistas:

La Revolución de octubre de 1917 aparece como la convergencia momentánea de dos movimientos: una toma del poder político, resultado de la cuidadosa preparación de la insurrección de un partido radicalmente diferente, por sus prácticas, su organización y su ideología, del resto de actores de la revolución; una gran revolución social, multiforme y autónoma [...] una inmensa revuelta campesina en primer lugar, [...] el año 1917 [fue] un paso de una gran revolución campesina, [...] de una profunda descomposición del ejército, integrado por unos diez millones de soldados campesinos movilizados durante tres años en una guerra cuyo sentido no comprendían [...], un movimiento reivindicativo obrero específico, [...] y un cuarto movimiento que abogaba por la emancipación de las nacionalidades y pueblos alógenos [...]. Cada uno de estos movimientos tenía su propia temporalidad, su dinámica interna, sus aspiraciones, que obviamente no podían ser reducidas a eslóganes bolcheviques ni a la acción política del partido [...]. Durante un breve, pero decisivo momento —a finales de 1917— la acción de los bolcheviques, activa minoría política en medio del vacío institucional, entró en consonancia con las aspiraciones de muchos, aunque a medio y largo plazo, los objetivos de unos y otros fueran distintos.

De acuerdo con su conclusión, en octubre de 1917, «momentáneamente, el golpe de Estado político y la revolución social chocaron de frente, antes de divergir hacia décadas de dictadura».

## Inicios del régimen bolchevique
Al tomar el poder en Petrogrado, Lenin y Trotski no tenían intención de construir el socialismo solo en Rusia, subdesarrollada y atrasada. Esperaban ser la primera victoria obrera de una serie de revoluciones en los países industrializados de Europa —la llamada revolución mundial— que permitiría a la revolución sobrevivir. Esa fue la razón principal por la que en la denominación del nuevo estado que se crearía en 1922, la Unión de Repúblicas Socialistas Soviéticas, por primera vez en la historia de Rusia, no figuraría el nombre de Rusia. Se basaban, en particular, en Alemania, la primera potencia industrial del continente y hogar del movimiento obrero más fuerte y con la organización más antigua del mundo. Trotski dijo en el 2.º Congreso de los Sóviets que aprobó la revolución: «O bien la Revolución rusa aumentará el torbellino de la lucha en Occidente, o los capitalistas de todos los países asfixiarán nuestra revolución».
Sin embargo, no fue hasta un año después, cuando una ola revolucionaria estalló en Alemania (desembocando en la Revolución de Noviembre) y en Hungría (donde se instauró la República Soviética Húngara, dirigida por Bela Kun y que perduró por 133 días). En la vecina Finlandia, la revolución fue derrotada en marzo de 1918, en el transcurso de una Guerra Civil, donde el «terror blanco», con ayuda de Alemania, dejó 35 000 muertos. En enero de 1919, los socialdemócratas alemanes pidieron ayuda a los Freikorps para reprimir la revolución obrera, siendo asesinados Karl Liebknecht y Rosa Luxemburgo, dirigentes espartaquistas. Entre 1919 y 1920, otros países como Italia experimentaron huelgas insurrectas. En otros lugares, como en Francia, el Reino Unido o los Estados Unidos, se produjo una ola de huelgas y manifestaciones que no desembocaron en ningún intento revolucionario.
La oleada revolucionaria, más tardía de lo previsto, terminó por retroceder, y el poder bolchevique permanecía aislado como en sus primeros días. Los bolcheviques se enfrentaban en solitario a los inmensos problemas de una Rusia en explosión, donde su toma solitaria del poder no disfrutaba de una aprobación unánime.

### Situación económica a raíz de la Revolución de Octubre
La Primera Guerra Mundial había sangrado Rusia, y se llevó gran parte de sus suministros. En las zonas rurales, no había posibilidad de comprar bienes de consumo por el grano, y los agricultores ya habían dejado de suministrar a las ciudades, incluso antes de la Revolución de Febrero. Ya el Gobierno Provisional de Kérenski había procedido a requisar forzadamente las existencias de alimentos para garantizar el suministro de las ciudades, donde la hambruna se había presentado. Al llegar al poder los bolcheviques, intentaron abandonar estas prácticas impopulares, pero por el empeoramiento de la salud y la situación económica, se vieron obligados a utilizarlas de nuevo.
La producción industrial se había visto socavada por la guerra, las huelgas y los cierres patronales. Incluso antes de la llegada de los bolcheviques al poder, ya había caído en tres cuartas partes. La situación económica, evidentemente, no mejoró tras la invasión de la rica Ucrania por las tropas alemanas, ni tras el embargo impuesto a Rusia en 1918 por las grandes potencias (Estados Unidos, Gran Bretaña, Francia, Alemania y Japón), ni por el comienzo de la Guerra Civil.
Por otra parte, Lenin y Trotski, fascinados por el dirigismo económico militarizado establecido por el Estado Mayor de Prusia en Alemania, deseando devolver a los obreros al trabajo siguiendo métodos similares, con el objetivo de poder tener las cosas de cara ante una hipotética contrarrevolución. Sin embargo, muchos trabajadores no querían renunciar a sus conquistas y volver a los enormes esfuerzos exigidos por el autoritarismo y la guerra. La coerción sobre ellos se convirtió en inevitable.
La situación se estaba deteriorando drásticamente, provocando en unos meses la práctica desaparición de toda actividad económica en el país. En enero de 1918, la ración media de trigo en las grandes ciudades correspondía a tres libras por mes. Las empresas debieron cerrar, los obreros no encontraban lo suficiente para comer, bandas de saqueadores vagaban por el campo en busca de alimentos y destacamentos de desertores se enfrentaban al ejército.

### Bolcheviques y campesinos: del malentendido al conflicto
Uno de los primeros decretos del gobierno bolchevique fue la ratificación de la abolición efectiva de las grandes propiedades de tierras, dejando a la iniciativa de los agricultores la repartición o socialización de la tierra. El Decreto sobre la Tierra entraba en ruptura con el programa bolchevique, que preveía la nacionalización de la tierra.
Para algunos, se trata de una maniobra de los bolcheviques: hábilmente, repitieron durante varios meses parte del programa del Partido Socialista Revolucionario, que estos últimos habían sido incapaces de poner en práctica. Marca también un malentendido entre los bolcheviques y los campesinos. Los primeros pretendían aplicar un colectivismo integral, mientras que los segundos aspiraban a la extensión y multiplicación de la pequeña propiedad. Pero con este hecho, los campesinos solo fueron coyunturalmente seducidos por el partido de Lenin, que se mantuvo ante todo como colectivista, urbano y obrerista.
Por el otro lado, los bolcheviques, siempre favorables a las nacionalizaciones, reconocieron que no tenían ni la voluntad ni los medios para imponer sus preferencias a los campesinos. Lenin afirmó:

No podemos ignorar la decisión de la base popular, a pesar de que no estamos de acuerdo con ella... Debemos dar a las masas populares una entera libertad de acción creativa... En definitiva, la clase campesina debe obtener la seguridad firme de que los nobles ya no existen en los campos, y hace falta que los mismos campesinos decidan todo y organicen su existencia.

De hecho, para los bolcheviques, la reforma agraria era lo que se encontraba en el orden del día y no la construcción de una sociedad socialista, que parecía imposible en un país tan pobre. Conscientes de que no podían gobernar sin el apoyo de las masas rurales, la gran mayoría del país, los bolcheviques convocaron del 10 al 16 de noviembre un congreso campesino. A pesar de la presencia de una mayoría socialrevolucionaria hostil a los bolcheviques, este último ratificó el Decreto sobre la Tierra y apoyó al nuevo gobierno, consagrando la unión entre el proletariado urbano y el campesinado.
Así, en los dificilísimos meses que precedieron al Tratado de Brest-Litovsk, el nuevo poder había conseguido evitar el peligro de enfrentarse a las masas rurales, teniendo en cuenta que tenía que hacer frente a la hostilidad de los monárquicos, de los liberales y de la mayor parte de los grupos socialistas. Pero el régimen heredó el catastrófico problema de abastecimiento de las ciudades, que ya había derribado a Nicolás II y a Kérenski. La necesidad de hacer pedidos de cereales para sobrevivir traía consigo el germen de un grave conflicto con el campesinado. Los sóviets organizaron en la primavera de 1918 destacamentos de trabajadores, destinados a llevar a cabo las requisas en el campo, la llamada prodrazvyorstka. La violencia era frecuente en sus métodos y en la resistencia campesina, produciendo a su vez un descenso significativo de la producción agrícola. Posteriormente, los Blancos, a pesar de proclamar el libre comercio, también se vieron obligados a recurrir a las requisas forzadas.

### Primeros combates de la Guerra Civil (otoño de 1917)
Si la revolución fue un éxito en Petrogrado, la tentativa de tomar Moscú del 28 de octubre al 2 de noviembre se encontró con una violenta resistencia. Los bolcheviques ocuparon el Kremlin, pero los dirigentes locales de su partido dudaron y firmaron una tregua con la autoridad socialrevolucionaria de la ciudad antes de evacuar el edificio. Las tropas gubernamentales aprovecharon la oportunidad de ametrallar a los trescientos miembros de la Guardia Roja y obreros desarmados que abandonaban el edificio, siguiendo órdenes del alcalde socialrevolucionario Vadim Rúdnev. Hizo falta una semana de combates encarnizados antes de que los bolcheviques, conducidos por el joven Nikolái Bujarin, finalmente se apoderaran del Kremlin y tomaran el control de la ciudad. Sus opositores, socialrevolucionarios y monárquicos, dirigieron una represión sangrienta.
El 12 de noviembre, el nuevo poder hizo fracasar la tentativa de reconquista de Petrogrado llevada a cabo por Kérenski y los cosacos del general Krasnov. Por su parte, el Gran Cuartel general (la Stavka) del Ejército Imperial Ruso anunció el 31 de octubre su voluntad de marchar sobre Petrogrado «con el objetivo de restablecer el orden». Reunido de nuevo por los dirigentes del Partido Socialista Revolucionario, Chernov y Gots, pero abandonado por sus tropas, el Estado Mayor debió huir el 18 de noviembre.
En las semanas siguientes, miles de junkers (cadetes) y funcionarios como Kornílov, huido, se reunieron en la República del Don. Se formó el Ejército de Voluntarios, dirigido por el general zarista Mijaíl Alekséyev. Reprimió con sangre los levantamientos obreros de Rostov del Don y Taganrog, el 26 de noviembre y el 2 de enero, pero fue desmembrado por la guerrilla de la Guardia Roja llegada a modo de refuerzos desde las dos capitales. Al conocer la derrota de los blancos, Lenin creyó que podía exclamar, a 1 de abril de 1918, que la Guerra Civil había terminado.
Otros combates se llevaron a cabo en Kubán, donde el poder de los sóviets se trasladó a Krasnodar. En cuanto a la sublevación de los cosacos del Ural, se saldó con un fracaso. En el frente rumano, el ejército se dividió en destacamentos blancos, que se unieron al ejército de los blancos de Denikin, y en regimientos rojos.

### El problema de la coalición
El 2.º Congreso de los Sóviets había aprobado el nombramiento de un gobierno compuesto exclusivamente de bolcheviques, pero para muchos activistas bolcheviques, esta solución no era aceptable. El día después del levantamiento, casi todos los delegados del congreso de los sóviets votaron a favor de una resolución del menchevique Yuli Mártov, apoyada por el bolchevique Lunacharski, donde se pedía al Consejo de Comisarios del Pueblo que se ampliara con representantes de otros partidos socialistas.
Después de acalorados debates en el seno del Partido bolchevique, que lo pusieron al borde de la escisión (varios dirigentes dimitieron para denunciar el rechazo a una coalición expresado por Lenin, Zinóviev, Kámenev, Rýkov y Noguín). Lenin, en minoría, se vio obligado a transigir: se negaba a continuar con las negociaciones para formar una coalición con los socialistas, pero estaba de acuerdo en pactar con el Partido Socialista Revolucionario de Izquierda, pasando varios miembros de dicho partido a formar parte del gobierno en diciembre de 1917.

### Los primeros días de un nuevo Estado
Se comparten diversas opiniones sobre los primeros días tras el cambio de poder en octubre de 1917:
Para algunos, fue el comienzo de una dictadura. Máximo Gorki escribió el 7 de diciembre de 1917: «Los bolcheviques se han colocado en el Congreso de los Sóviets tomando el poder por sí mismos, no por los sóviets. [...] Esto es una república oligárquica, la república de algunos comisarios del pueblo».
La mañana después del 7 de noviembre, se prohibieron siete periódicos en la capital. Se trata, según Victor Serge, de siete periódicos que defendían abiertamente la resistencia armada contra el «golpe de fuerza de los agentes del Kaiser.» Los socialistas conservaron su prensa. Según Victor Serge, la prensa legal menchevique desapareció en 1919, la de los anarquistas hostiles al régimen en 1921 y la de los socialrevolucionarios de izquierda en julio de 1918 a raíz de su rebelión contra los bolcheviques.
Pero los bolcheviques se habían pronunciado, antes de asumir el poder, a favor de la libertad de prensa, incluido Lenin, y este giro no fue aceptado por muchos bolcheviques. Marc Ferro considera que «contrariamente a la leyenda, la abolición de la prensa burguesa y de las publicaciones socialistas revolucionarias no viene ni de Lenin ni de las altas esferas del partido bolchevique», sino que «es el público en forma de insurgencia popular».
De modo que prácticamente la totalidad de los funcionarios de Petrogrado se declararon en huelga para protestar contra el golpe de Estado, pasando las listas públicas a denunciar a aquellos que se niegan a servir al nuevo poder. El 10 de diciembre, los líderes del Partido Democrático Constitucional (KD), que se habían puesto al frente de la resistencia armada al gobierno bolchevique, fueron declarados en estado de arresto.
Otros creen que la clemencia fue lo que caracterizó a los primeros días del régimen soviético. Los ministros del Gobierno provisional fueron detenidos y liberados rápidamente. La mayor parte había participado en la Guerra Civil en el bando Blanco. El general Piotr Krasnov, que se había levantado a raíz de la Revolución de Octubre, fue puesto en libertad junto con otros oficiales, tomó las armas contra el régimen soviético en contra de su palabra y pasó a liderar el Ejército Blanco en los meses posteriores.
Para Nicolas Werth, el nuevo poder llevó a cabo una reconstrucción autoritaria del Estado en detrimento de los órganos de poder que surgen espontáneamente en la sociedad civil: los comités de fábrica, las cooperativas que reemplazaban a los sindicatos o sóviets, meros instrumentos vacíos pero ya infiltrados en el sistema y subordinados a él. «En un par de semanas (finales de octubre de 1917-enero de 1918), "el poder desde abajo", "el poder de los Sóviets", que se había desarrollado de febrero a octubre de 1917 [...] se convierte en un gran poder, a raíz de los procedimientos burocráticos o autoritarios. El poder de la sociedad al Estado, y del Estado al partido bolchevique».

### La paz de Brest-Litovsk

Cambios territoriales tras el tratado de Brest-Litovsk.

Al tomar el poder en Rusia, los bolcheviques tenían la esperanza de que se produjera un levantamiento revolucionario en Europa. Este no se produjo, y la paz prometida en octubre pasó a ser una necesidad absoluta para satisfacer las demandas del ejército y de los campesinos. Se trataba al mismo tiempo de firmar la paz, de negociar la política expansionista territorial de los Gobiernos burgueses, pero sin que pareciera que se claudicaba ante los Imperios centrales.
Se firmó un armisticio el 15 de diciembre y los debates sobre la paz comenzaron el 22 de diciembre, siendo comandada la delegación rusa por Trotski, que hizo publicar todos los tratados secretos y acuerdos sobre cambios territoriales alcanzados previamente entre ambas potencias. Las exigencias alemanas fueron enormes: Polonia, Lituania y Bielorrusia debían pasar a estar bajo ocupación alemana. Se inició así un acalorado debate en el seno del partido bolchevique, donde se confrontaban tres posiciones. Unos, como Bujarin, defendían la necesidad de una guerra revolucionaria, Lenin opinaba que había que dar el brazo a torcer, y Trotski, que venció en la votación con nueve votos a favor por siete en contra, propuso rechazar la firma de una paz que conllevara cambios territoriales pero que sí que había que declarar el fin de la guerra.
Como respuesta, el ejército alemán lanzó una ofensiva el 17 de enero, avanzando rápidamente en Ucrania. La posición de Lenin, favorable a la firma inmediata de la paz, fue ganando adeptos dentro del partido, pero los alemanes endurecieron las condiciones del tratado de paz.
El 9 de febrero de 1918, la República Popular Ucraniana firmaba el Tratado de Brest-Litovsk entre los Imperios Centrales y Ucrania por el que los Imperios Centrales reconocían la soberanía de Ucrania. El 3 de marzo de 1918, los bolcheviques firmaron su Tratado de Brest-Litovsk, por el cual Rusia perdía el 26 % de su población, el 27 % de su superficie cultivada y el 75 % de su producción de acero y de hierro. La situación económica de la joven república soviética, ya agravada por una guerra mortuoria que había durado cuatro años, se presentaba desesperante.

### La creación de la Checa

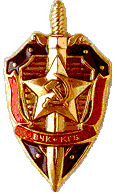
Emblemas de la Checa: la espada y el escudo.

El 20 de diciembre de 1917, se fundó la «Comisión extraordinaria de lucha contra el sabotaje y la contrarrevolución» (en ruso: VChK o Vecheká), comúnmente conocida como Checa. Sus acciones no tenían ninguna base legal ni judicial (el decreto fundacional no se hizo público hasta después de la muerte de Lenin) y había sido concebida como un instrumento provisional de represión independiente de la justicia. Era dirigida por un comité de cinco miembros (tres bolcheviques y dos socialistas revolucionarios) presidido por Féliks Dzerzhinski. Entre los «saboteadores» y enemigos previstos por el decreto figuraban afiliados del Partido Democrático Constitucional (KD) y del Partido Socialista Revolucionario de derecha (PSR), periodistas, huelguistas... De repente, la Checa multiplicó los llamamientos a la delación y a la constitución de Checas locales. Fundada con 100 funcionarios (entre los que estaban Menzhinski y Yagoda), ya contaba con 12 000 en julio de 1918. Al llegar a Moscú, se instaló en Lubyanka, el 10 de marzo de 1918, con 600 miembros. En julio, ya contaba con 2000. A partir de esta fecha, los efectivos policiales de los bolcheviques fueron superiores a los de la Ojrana de los tiempos de Nicolás II.
Según Pierre Broué, la Checa no comenzó verdaderamente a funcionar hasta marzo, momento en el que se produjo la ofensiva alemana, y la represión se desplegó en toda su magnitud en verano de 1918, tras la insurrección de los socialistas revolucionarios de izquierda (PSRI) de Moscú y una serie de atentados contra los dirigentes bolcheviques, entre los que se encontraban Moiséi Uritski, asesinado el 30 de agosto, y el propio Lenin, gravemente herido por Fanni Kaplán, ejecutada sumariamente poco después. Los dirigentes bolcheviques, asegurando inspirarse en el ejemplo jacobino de la Revolución francesa, decretaron el «terror rojo» para oponerse al «terror blanco». En los seis primeros meses de 1918, hubo veintidós ejecuciones realizadas por la Checa. En los seis últimos, la cifra aumentó hasta 6000.
Victor Serge estima que la creación de la Checa, con sus procedimientos secretos, fue el peor error del poder bolchevique. Señala, sin embargo, que la joven república vivía bajo un «peligro mortal» y que el terror blanco precedió al rojo. Precisa que Dzerzhinski temía los excesos de las Checa locales y que muchos chequistas fueron fusilados por ello.
Isaac Steinberg, comisario del pueblo de Justicia en el Primer Gobierno de Lenin y miembro del Partido Socialista Revolucionario de Izquierda, relata en sus memorias que, mientras intentaba frenar las acciones ilegales de la Checa a principios de 1918, exclamó delante de Lenin: «¿Para qué un Comisariado de Justicia? Llamémoslo Comisariado del exterminio social, la causa será entendida». A lo que este respondió: «Excelente idea, tal y como yo veo la cosa. Desgraciadamente, no podemos llamarla así».

### La disolución de la Asamblea Constituyente
Reclamada por todos los programas de los partidos revolucionarios desde el siglo XIX, la Asamblea Constituyente Rusa fue elegida en noviembre de 1917. Aunque obtuvieron un 25 % de los votos y un gran éxito en las grandes urbes, los bolcheviques resultaron una fuerza minoritaria, con 175 de los 707 diputados de la Asamblea. Los campesinos prefirieron votar a los socialistas revolucionarios. Según palabras de Jacques Baynac, los resultados de las elecciones indicaron que el país no quería de forma mayoritaria un Gobierno afín a la Revolución de Febrero ni uno de la Revolución de Octubre. Sin embargo, no hubo revolución alguna en enero o julio de 1918. La represión y la Guerra Civil contribuyeron a ello.
Víktor Chernov, socialista revolucionario, resultó elegido presidente de la Asamblea, con un total de 246 votos frente a los 151 de Mariya Spiridónova, socialista revolucionaria de izquierda apoyada por los bolcheviques. La disolución de la Asamblea Constituyente por la Guardia Roja se produjo inmediatamente después de su primera reunión, el 19 de enero de 1918. Aunque la mayoría de la población permaneció indiferente ante este golpe de fuerza, veinte manifestantes que protestaron contra la disolución de la Asamblea resultaron muertos: Máximo Gorki, que acudió a su funeral, los calificó como mártires de una experiencia democrática de apenas unas horas que se llevaba esperando durante cientos de años.
El marxista Charles Rappoport comentó: «Lenin actuó como un zar. Al disolver la Asamblea Constituyente, Lenin creó un horrible vacío a su alrededor, que provoca una terrible guerra civil sin fin y prepara un futuro terrible». También escribió: «La Guardia Roja de Lenin y Trotski han fusilado a Karl Marx».
Según Martin Malia: «La disolución de la Asamblea Constituyente es considerada a menudo como el crimen supremo de los bolcheviques contra la democracia, exactamente igual que el golpe de fuerza de octubre, algo que es absolutamente cierto. Pero lo que no se destaca a menudo es que esta asamblea apenas habría estado capacitada para gobernar frente a los desórdenes de la época. Trotski exageraba cuando afirmaba que la asamblea no era más que un fantasma del Gobierno Provisional: estaba dominada por los mismos partidos que habían sido incapaces de controlar la situación en febrero de 1917, y como tal, fue privada de cualquier apoyo militar o administrativo.»

### Enfrentamiento con partidos revolucionarios
A partir del 9 de enero de 1918, se comenzó a plantear el traslado de la capitalidad y del gobierno a Moscú, mientras que las negociaciones de paz con los alemanes se encontraban en desarrollo en Brest-Litovsk. El traslado del Gobierno, efectivo en marzo, se debió a la posibilidad de que los barrios obreros de Petrogrado, sufridores de hambre y exasperados, se levantaran de nuevo, pero esta vez contra el Gobierno de Lenin (Sovnarkom) surgido en la Revolución de Octubre. Las ofensivas alemanas y blancas no influyeron en esta decisión. Igualmente, los bolcheviques buscaban demostrar a sus opositores que su poder podía sobrevivir lejos de su Petrogrado de origen.
El 27 de marzo de 1918, la Checa comenzó a ocuparse de los delitos de prensa, recrudeciendo considerablemente la censura sufrida por la prensa no bolchevique.
El 11 y el 12 de abril, una ola de represión antianarquista sacudió Moscú: 1000 hombres de las tropas especiales atacaron su sede, arrestando a 520 personas y ejecutando sumariamente a otras 25. A partir de este episodio, los anarquistas comenzaron a ser calificados oficialmente de «bandidos». Dzerzhinski advirtió que aquella operación no era más que un comienzo.
La recuperación del Partido Socialista Revolucionario de Izquierda (PSRI) y de los anarquistas inquietaba al poder: en aquellos lugares donde todavía se celebraban elecciones locales libres, estos obtenían más de la mitad de los votos. Como reacción, entre mayo y junio de 1918, los bolcheviques cerraron 205 periódicos socialistas y la Checa disolvió por la fuerza decenas de sóviets socialistas revolucionarios o mencheviques, los cuales habían sido elegidos legalmente. El 14 de junio de 1918, los mencheviques y los socialistas revolucionarios de izquierda fueron expulsados del Comité Ejecutivo Central Panruso, pasando a estar formado este solamente por bolcheviques. El 16 de julio, el periódico de Máximo Gorki, La Nueva Vida, fue prohibido por la policía política.
En las ciudades, la situación alimentaria continuaba siendo explosiva. Los bolcheviques no pudieron más que retomar las retenciones obligatorias efectuadas por destacamentos armados de ciudadanos, algo que provocó que los campesinos se levantaran contra el poder urbano, al mismo tiempo que se alejaban del partido aquellos a quienes el Decreto de la Tierra había acercado a las posiciones bolcheviques. Ciento cincuenta revueltas campesinas se reprimieron en toda Rusia en julio de 1918 y en decenas de ciudades la Checa y algunos miembros de la Guardia Roja cargaron las marchas del hambre, fusilando a los huelguistas y disolviendo las reuniones populares.
El cierre patronal de las fábricas nacionales se convirtió en un nuevo medio de represión de las huelgas. El 20 de junio de 1918, como medida de represalia por el asesinato del responsable bolchevique Vladímir Volodarski, ochocientos líderes obreros fueron arrestados en Petrogrado en apenas dos días y su sóviet disuelto. El 2 de julio, los obreros respondieron con una huelga general, pero fue en vano.
Rechazando estos actos, así como el Tratado de Brest-Litovsk, que interpretaban como una capitulación ante el imperialismo alemán, los socialrevolucionarios de izquierda rompieron a su vez con el Gobierno bolchevique en marzo de 1918. El 6 de julio de 1918, trataron de revivir la guerra contra Alemania asesinando al embajador del Reich, el conde Wilhelm von Mirbach. Ese mismo día intentaron asaltar la sede de la Checa en Moscú. La represión desencadenada a raíz del alzamiento socialrevolucionario acabó con el poder político del PSRI que, si bien no desapareció completamente de las instituciones, no volvió a desempeñar un papel político destacado en ellas.

### El crecimiento generalizado de los riesgos
Para enero de 1918, el experimento revolucionario ya había conseguido sobrevivir más que la Comuna de París de 1871. En los meses siguientes, los peligros se acumularon y la Rusia soviética se encontraba cercada por todas partes, al tiempo que sus convulsiones internas sociales y políticas se agravaban.
Después del Tratado de Brest-Litovsk, los países de la Triple Entente decretaron el embargo a Rusia y desembarcaron tropas para impedir una victoria alemana total en el este. Los japoneses y posteriormente los estadounidenses intervinieron así en Vladivostok a principios de abril de 1918, mientras que los británicos lo hacían en Múrmansk y Arjánguelsk. En el mismo momento, los turcos penetraron en el Cáucaso y amenazaron Bakú, al tiempo que, a pesar del tratado de Brest-Litovsk, los alemanes intentaron aprovechar su ventaja: colaboraron con el aplastamiento de la revolución en Finlandia (guerra civil finlandesa), y retomaron durante el verano las operaciones militares en las repúblicas bálticas y en la República Popular Ucraniana, que someten y confían a un gobierno monárquico títere y represivo. La declaración de independencia en mayo de las Repúblicas del Cáucaso - República Democrática de Georgia, República Democrática de Armenia y República Democrática de Azerbaiyán - tras la disolución de la República Democrática Federal de Transcaucasia acentuó la incertidumbre del gobierno bolchevique.
Paralelamente, en abril y mayo, la Legión Checoslovaca formada por antiguos presos y desertores del Ejército austrohúngaro, niega su disolución, y se rebela contra los bolcheviques. Dueños de la zona de los montes Urales y del Transiberiano, así como de todo el oro del banco imperial de Rusia, tomado en Kazán, los checoslovacos apoyaban a los socialistas revolucionarios del Comité de Miembros de la Asamblea Constituyente que formaron el 8 de junio un contragobierno en Samara.
Simultáneamente, los ejércitos blancos se levantaron en mayo por todo el país, en particular en la zona del río Don, en torno a los cosacos de Krasnov, aliado del general Denikin, y en Siberia alrededor del almirante Kolchak, quien instaló una autoridad zarista en Omsk. En todos los territorios que controlaban, el terror blanco cayó de golpe sobre las poblaciones campesinas insumisas, los judíos, los liberales, y los elementos revolucionarios más diversos. Trotski obtuvo contra estos ejércitos las primeras victorias importantes del joven Ejército Rojo: en julio en Tsaritsyn y a comienzos de agosto en Kazán.
El poder bolchevique se vio enfrentado al mismo tiempo a las rebeliones campesinas y obreras y a la insurrección de los socialrevolucionarios de izquierda en Moscú el 6 de julio. Estos reaparecían con terrorismo revolucionario: después del bolchevique Vladímir Volodarski el 20 de junio y el embajador Wilhelm von Mirbach-Harff el 6 de julio, fue el general Hermann von Eichhorn, comandante en jefe alemán en Ucrania, quien murió en una de sus acciones el 30 de julio en Kiev. Posteriormente, el 30 de agosto, mientras que el jefe de la Checa de Petrogrado, Moiséi Uritski, era asesinado, en Moscú, Fanni Kaplán disparó a Lenin, hiriéndolo; fue ejecutada sumariamente tres días después. El 3 y 5 de septiembre, exasperada, la Checa puso en marcha el «terror rojo». Millares de presos y de sospechosos fueron masacrados a lo largo de toda Rusia. Comenzaba así la guerra civil entre los bolcheviques y el resto de fuerzas.

## De la Guerra Civil a la NEP (1918-1921)

Desarrollo de la guerra civil rusa. Territorios bajo control bolchevique en 1918; países que obtuvieron su independencia durante el conflicto; máximo avance de las fuerzas blancas

La guerra civil rusa no enfrentó solamente al joven Ejército Rojo contra los «ejércitos blancos» monárquicos apoyados por los ejércitos extranjeros. Su violencia extrema no se debió tampoco al impacto entre el «terror blanco» y el «terror rojo». Se trató de una guerra de los campesinos contra las ciudades y contra toda autoridad exterior al pueblo y al campo. Así fue como el «Ejército Verde», constituido por campesinos que rechazaban los reclutamientos forzados y los requerimientos, se enfrentó al Ejército Rojo y a los blancos.
A estos combates se sobrepusieron un importante conflicto de generaciones (los jóvenes campesinos decepcionados de las ciudades o los ejércitos deseosos de desembarazarse de la tutela de la familia patriarcal, convirtiéndose en los agentes más determinantes de la revolución en el campo), la acción de las minorías nacionales que procuraban emanciparse de la vieja tutela rusa, la intervención de ejércitos extranjeros (como la de la nueva Segunda República Polaca en la guerra polaco-soviética), o incluso las tentativas de los revolucionarios antibolcheviques. Pero las expectativas de los opositores socialrevolucionarios, del comité de los ex constituyentes, mencheviques, o incluso de los anarquistas en un tiempo dueños de Ucrania durante la Revolución majnovista, jamás se hallaron en situación de prevalecer. Mediante las reuniones, la fuerza o la represión, los bolcheviques impusieron su hegemonía sobre la revolución, como los Blancos sobre la oposición a la revolución.
Confusa y caótica, la Guerra Civil Rusa se caracterizó por la desintegración del Estado y de la sociedad bajo la acción de fuerzas centrífugas. La victoria bolchevique significó, en una Rusia arruinada y exhausta, la reconstrucción de un Estado bajo la autoridad de un partido único sin rivales ni enemigos y dotado de un poder absoluto. En particular, se forjó un nuevo Estado policial en torno a la Checa en el transcurso de la Guerra Civil y del terror rojo.
Todo ello en detrimento de los sueños de las Revoluciones de Febrero y de Octubre, que habían rechazado toda autoridad y visto confirmarse la autonomía de una sociedad civil, en lo sucesivo muy duramente magullada, agotada y de nuevo sometida al poder.

### El Ejército Rojo contra el Ejército Blanco
El 23 de febrero de 1918, Trotski fundó el Ejército Rojo. Organizador enérgico y competente, buen orador, atravesó el país a bordo de su tren blindado y voló de un frente al otro para restablecer por todas partes la situación militar, galvanizar las energías y desplegar un esfuerzo enorme de propaganda destinada a los soldados y las masas. Restableció el servicio militar y aplicó una disciplina de hierro hacia los enemigos y los desertores.
A pesar de las reacciones negativas de numerosos viejos bolcheviques, Trotski no vaciló tampoco en reciclar por millares a los antiguos oficiales zaristas. Catorce mil de ellos (el 30 % del total) aceptaron servir al nuevo poder a veces por fuerza (su familia respondería por su lealtad, en virtud de la «ley de rehenes»), pero también en nombre de la continuidad del Estado y de la salvación de un país amenazado por la anarquía y el desmembramiento. Estaban flanqueados por comisarios políticos bolcheviques que vigilaban su acción.
El Ejército Rojo controlaba solamente un territorio del tamaño del antiguo Principado de Moscú cercado de todas partes, pero contaba con la ventaja de su superior disciplina y organización, de su posición central, de formar un bloque cohesionado, de disponer de ambas capitales —Moscú y Petrogrado— y de las mejores carreteras y vías de ferrocarril. Los Blancos de Kolchak, Yudénich, Denikin o Wrangel se encontraban divididos e incapaces de coordinar sus ofensivas. Principalmente, no tenían nada que ofrecer a la población salvo la vuelta a un antiguo régimen unánimemente detestado, la restitución de las tierras a los antiguos propietarios, la negativa a toda concesión a las minorías nacionales y los pogromos antisemitas responsables de cerca de 150 000 muertos. Las masas finalmente dejaron ganar a los bolcheviques, aunque los golpes violentos tampoco faltaron entre ellas y estos últimos.

### Campañas contra las ciudades: el Ejército Verde
Tanto el Ejército Rojo como los Ejércitos Blancos sufrieron las acciones de guerrillas campesinas. El llamado Ejército Verde estaba compuesto por campesinos que rechazaban el reclutamiento en ambos ejércitos, las requisas forzadas y la restitución de las tierras a los antiguos propietarios de bienes inmuebles deseada por los Blancos.
Los desertores de ambos ejércitos, extremadamente numerosos, fueron un vivero esencial del Ejército Verde. En 1919-1920, había no menos de tres millones de desertores de los cinco millones de reclutas del Ejército Rojo; entre la mitad y dos tercios consiguieron escapar de las búsquedas, detenciones y de la reintegración forzada en el ejército, reuniéndose con frecuencia los combatientes verdes en los bosques. Los Blancos generalmente fusilaban a los desertores sin otro proceso.
Después de la derrota de los Blancos a finales de 1920, la paz volvió realmente a Rusia solamente en 1921-1922, tras el aplastamiento de las grandes rebeliones campesinas como la rebelión de Tambov conducida por el socialrevolucionario Antónov a mediados de 1921, la destrucción de los ejércitos verdes (tiempo atrás dueños de territorios inmensos, como en Siberia oriental, donde controlaron hasta un millón de km²) y el compromiso de la NEP (marzo de 1921), aprobada por el régimen bolchevique y los campesinos.

### Las minorías nacionales y la Revolución

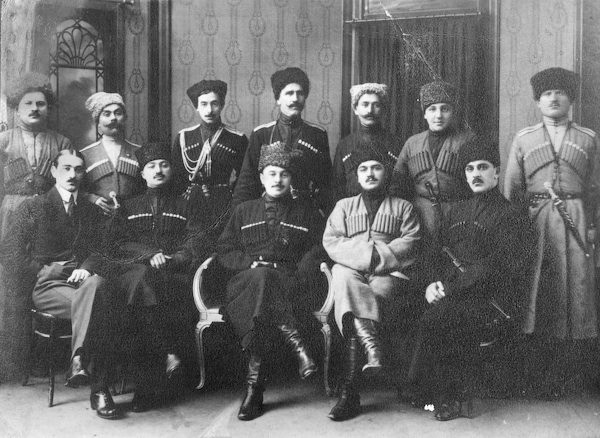
Los dirigentes de la República montañesa fundada durante la Guerra civil. Rusia se descomponía en decenas de gobiernos más o menos efímeros, mientras que innumerables campesinos volvían a la autarquía.

La Revolución aceleró las exigencias de independencia de las nacionalidades: en noviembre y diciembre, la mayoría declararon su autonomía o incluso su independencia de Rusia, lo que las enfrentó a aquellos favorables al nuevo gobierno soviético.  El 2 de noviembrejul./ 15 de noviembre de 1917greg., el gobierno bolchevique promulgó la  «Declaración de los derechos de los pueblos de Rusia» que fue firmada por Vladímir Lenin y Iósif Stalin.
Desde finales de 1917, animadas por la «Declaración de los derechos de los pueblos de Rusia», que preveía la posibilidad de separarse de Rusia, Finlandia y Polonia proclamaron su independencia. En la República Popular Ucraniana, la Rada Central (consejo) de Kiev le confió desde 1917 al socialista y nacionalista Symon Petlyura la constitución de un ejército nacional, y rompió con Moscú tras la Revolución de Octubre.
En las elecciones para elegir una Asamblea Constituyente, los mencheviques obtuvieron la mayoría de los votos en Georgia, proclamando la independencia y constituyendo un gobierno internacionalmente reconocido, incluso por Moscú, en 1920: la República Democrática de Georgia, dirigida por Noe Jordania. Por el contrario, Letonia votó en un 72 % por los bolcheviques. Los letones tenían una numerosa presencia en la Guardia Roja, el Ejército Rojo y la Checa. Sin embargo, las repúblicas bálticas ya se habían independizado en el transcurso de la Primera Guerra Mundial.
Numerosos en todos los partidos y movimientos revolucionarios, los judíos eran abusivamente relacionados con los bolcheviques por la contrarrevolución. Los Ejércitos Blancos o el Ejército de Petlyura realizaron pogromos antisemitas sistemáticos y a gran escala, de una violencia mortífera y sin precedente, para entonces, en la historia europea. El número de muertos asciende a cerca de 150 000, a los que se deben añadir numerosas violaciones, robos y vandalismos. En cuanto a los bolcheviques, situaron el sionismo y el bundismo fuera de la ley.
Los Blancos negaban toda concesión a las minorías y combatían tanto a los ejércitos nacionales como a las tropas bolcheviques. Entre 1920 y 1922, por su parte, el Ejército Rojo invadió Asia Central, Armenia, Georgia e incluso Mongolia, y reforzó la influencia ruso-soviética sobre estos territorios. Sin ir más lejos, la República Popular de Mongolia, satélite de la URSS, se fundó en 1924. Los cosacos, que constituían el núcleo duro del antibolchevismo, fueron deportados en bloque y vieron suprimidos sus privilegios.
En Ucrania, el Ejército Rojo también se volvió contra sus antiguos aliados, los anarquistas del Ejército Negro de Néstor Majnó: a partir de finales de 1920, atacó brutalmente la experiencia inédita majnovista. Este movimiento campesino de masas había conseguido dotarse de un ejército insurrecto capaz de hacer frente durante tres años a la vez a fuerzas austro-alemanes, a los Blancos de Denikin y Wrangel, al ejército de la República Popular Ucraniana dirigida por Petlyura y al Ejército Rojo.

### Intervenciones extranjeras y guerra polaco-soviética
Afectados por el Tratado de Brest-Litovsk, ejércitos occidentales y japoneses intervinieron primeramente para impedir la desaparición total del frente oriental (mediados de 1918). Tras la derrota de Alemania, su intervención tomó un carácter más hostil hacia la revolución y el régimen bolchevique, apoyando y dotando de armamento a los Blancos por miedo al contagio bolchevique. De 1918 a 1920, la Rusia roja se vio sometida a un drástico embargo por parte de las potencias capitalistas. Sin embargo, las derrotas de los Blancos y la simpatía de las clases populares de su país con respecto a la Revolución rusa obligaron a las grandes potencias a abandonar. Así, el motín de la flota francesa estacionada en el mar Negro, orquestado por André Marty y Charles Tillon, contribuyó en marzo de 1919 a que el Gobierno francés renunciara a proseguir la lucha. Para el historiador Orlando Figes, «las promesas de ayuda aliada eran simplemente palabras en el aire. El compromiso de las potencias occidentales jamás proporcionó gran cosa desde un punto de vista material y sufrió siempre de una falta de intención muy clara».
En 1920, la joven Segunda República Polaca invadió Rusia para establecer sus fronteras más allá de la línea Curzon. El contraataque victorioso del Ejército Rojo llenó de esperanza a los bolcheviques: la toma de Varsovia abriría el camino de Berlín y permitiría exportar la revolución por las armas. Pero el 15 de agosto de 1920, el «Milagro del Vístula» permitió al general Piłsudski repeler la invasión. Percibiendo al Ejército Rojo como un ejército eminentemente ruso y no revolucionario, los obreros polacos apoyaron decididamente a Piłsudski.

### Terror Blanco contra Terror Rojo
La Rusia zarista tenía la tradición más fuerte de Europa en cuanto al uso de la violencia social y política, agravada por el «brutalización» de la sociedad durante la Primera Guerra Mundial. A partir de mediados de 1917, la explosión revolucionaria, hasta entonces muy poco violenta, se tradujo entre los campesinos rebelados en la matanza de cierto número de terratenientes y el saqueo de sus residencias. La guerra civil que estallaba iba a servir de válvula de escape para muchos rencores fruto de siglos de opresión social, a los miedos de las antiguas élites privilegiadas, o a los reglamentos personales de cuenta. Practicantes del terrorismo individual desde el siglo XIX, los revolucionarios como los miembros del Partido Social-Revolucionario no hicieron más que reutilizar las mismas armas contra los bolcheviques (Fanni Kaplán, red de Borís Sávinkov). Rojos y Blancos rivalizaban en declaraciones incendiarias y se mostraban preparados para la violencia radical.
Los Blancos se enajenaron rápidamente las poblaciones encarcelando y masacrando sistemáticamente a nacionalistas, demócratas, judíos, sindicalistas, revolucionarios moderados y, por supuesto, bolcheviques, sin olvidar a simples sospechosos, abatidos ante la menor duda. Restituyeron las tierras a los antiguos propietarios de bienes inmuebles y no vacilaron en quemar o destruir pueblos enteros, siendo sometidos los campesinos a castigos corporales humillantes. Sus tropas a menudo se desacreditaban desde su llegada a fuerza de violaciones y pillajes, mientras que muchos jefes multiplicaban los actos de arbitrariedad y mostraban un modo de vivir fastuoso y libertino.
El aparato policial bolchevique, dotado de poderes arbitrarios muy extensos, experimentó un desarrollo enorme. Aunque Trotski hubiera deseado un proceso público de Nicolás II, Lenin y una parte del Politburó decidieron en secreto la ejecución sumaria de la familia imperial. Pretextando la aproximación de los Blancos, esta se efectúa la noche del 17 al 18 de julio de 1918 en Ekaterimburgo. Detenciones, fusilamientos en masa, tomas de rehenes e internamientos en campos se convirtieron en prácticas comunes. La cuestión de saber si los campos abiertos por la Checa durante la guerra civil anticiparon o no al Gulag estalinista se mantiene abierta.
Según el historiador británico George Leggett, aproximadamente 140 000 personas perecieron a causa del Terror Rojo. Mencheviques, anarquistas, social-revolucionarios, liberales o demócratas fueron perseguidos y puestos fuera de la ley por miles, así como Blancos y nacionalistas, o incluso pacifistas tolstoianos, sionistas, bundistas etc., junto a muchos cuyos orígenes sociales o su marginalidad bastaban para convertirlos en sospechosos. En 1922, el Estado soviético organizó el procesamiento de los líderes social-revolucionarios encarcelados; varios acusados fueron condenados a muerte y ejecutados y otros deportados. El 19 de febrero de 1919, la revolucionaria Mariya Spiridónova, arrestada tras la insurrección social-revolucionaria de izquierda en julio de 1918, fue condenada por «locura» e internada de diciembre de 1920 a noviembre de 1921 en un centro psiquiátrico. No obstante, con posterioridad escribió que «durante la época soviética, las cimas del poder, los viejos bolcheviques, Lenin incluido, cuidaron de mí y, aislándome del desarrollo de la lucha, siempre de modo muy vigoroso, tomaron al mismo tiempo medidas para que jamás se me humillara.»
La Iglesia ortodoxa rusa, que se situó activamente del lado de la reacción (hubo popes delatores que pudieron ser responsables de numerosas ejecuciones sumarias), sufrió miles de detenciones, ejecuciones, expoliaciones y destrucciones con el fin de erradicar no solo de su potencia anterior, sino también las creencias religiosas. Se calcula que entre 1917 y 1918 fueron asesinados 20 mil sacerdotes.
Todos los contendientes, en diversa medida, utilizaron los mismos métodos de represión: internamiento de adversarios militares y políticos en campos, toma de rehenes (el primer decreto referente a rehenes fue promulgado por el general Niessel, comandante de la misión militar francesa en Rusia) y ejecuciones sumarias. Según Peter Holquist «el joven Estado de los Sóviets y sus adversarios recurrieron de igual forma a los instrumentos y métodos que habían sido elaborados durante la Gran Guerra». Nikolái Melkínov, uno de los principales miembros del gobierno de Antón Denikin, subrayó en sus memorias que la administración blanca «había aplicado [...] en sus territorios una política profundamente soviética».
Hasta el breve gobierno social-revolucionario de Samara, a menudo considerado como uno de los beligerantes más moderados, utilizó este tipo de medidas. Al respecto, el historiador británico Orlando Figes anota: «aunque las libertades de expresión y de reunión, así como la libertad de prensa fueron restablecidas, era difícil respetarlas en las condiciones de una guerra civil y las prisiones de Samara estuvieron pronto llenas de bolcheviques. Iván Maiski, el ministro menchevique de trabajo, contó un total de 4000 detenidos políticos. Las dumas y los zemstvos municipales fueron restablecidos, y los sóviets, como órganos de clase, excluidos de la vida política».
Asimismo, los demócratas constitucionales liberales se resignaron a soluciones dictatoriales allí donde mantenían el control, pero con excepciones: así en Crimea mantuvieron un régimen constitucional y parlamentario que preservaba las libertades y hasta esbozaba una tímida reforma agraria.
Por otro lado, ninguno de los ejércitos quiso dejar tras de sí elementos sospechosos o peligrosos. Así, los combatientes anarquistas del ejército de Néstor Majnó respetaron más a la población civil, perdonando y liberando a los simples combatientes hechos prisioneros, pero eliminaron en su retirada a muchos oficiales, personas nobles, burgueses, kuláks o popes, mientras tribunales populares surgidos espontáneamente se encargaban también de juzgar y castigar a los implicados en las matanzas del Terror Blanco.

### Violencia alimentada desde abajo y desde arriba
Según Sabine Dullin, «los organismos de represión creados por los bolcheviques dejaban un gran margen de acción a la iniciativa popular». Las Checas locales se mostraban con frecuencia más radicales que la central. Marc Ferro insiste en el hecho de que el pequeño partido bolchevique no contaba con los medios para suscitar la violencia generalizada que experimentó Rusia durante la guerra civil y que los leninistas a menudo reivindicaron y asumieron la violencia popular espontánea para dar la impresión de que ellos controlaban la situación, así como para canalizarla e instrumentalizarla para su provecho.
Lo mismo realizaban sus enemigos, así el muy controvertido jefe nacionalista ucraniano Symon Petlyura pareció verse desbordado por el antisemitismo visceral de sus tropas: habría permitido los pogromos, pese a haber intentado frenarles, pero no los ordenó (su papel exacto sigue siendo muy debatido).
En cuanto al Terror Blanco, los roles de la ideología, la violencia espontánea y la orquestada «desde arriba» por las autoridades siguen siendo muy discutidos. Así, según Nicolas Werth, «el Terror Blanco no fue nunca organizado sistemáticamente. Fue, casi siempre, fruto de acciones de destacamentos descontrolados que escapaban de la autoridad de un comandante militar que trataba, sin éxito, de llevar a cabo el gobierno. [...] En la mayoría de las ocasiones estamos ante una represión policial del nivel de un servicio de contraespionaje militar». Otros historiadores consideran, por el contrario, que la ideología (especialmente la asimilación del comunismo a los judíos y el fantasma de un complot «judeobolchevique») tuvo un papel importante en el proceso del terror dirigido desde arriba. Según el historiador estadounidense Peter Holquist: «si bien es cierto que los movimientos antisoviéticos sintieron menos la necesidad de justificar sus acciones, es completamente claro que sus actos violentos, lejos de ser arbitrarios o fortuitos, fueron por el contrario calculados. [...] Los prisioneros de guerra eran escogidos por los jefes blancos, que ponían de lado a aquellos a los que consideraban como indeseables e irrecuperables (los judíos, los bálticos, los chinos y los comunistas) y los mandaban ejecutar todos juntos».
Posiblemente los generales blancos se vieron más desbordados aún que los bolcheviques por la violencia de sus partidarios sobre territorios vastos donde su autoridad era limitada. El general Piotr Wrangel describe en sus memorias la anarquía que reinaba sobre el inmenso territorio controlado por Antón Denikin cuando se puso al frente en marzo de 1920: «el país era dirigido por toda una serie de pequeños sátrapas, comenzando por los gobernadores para acabar por cualquier suboficial del ejército [...] la indisciplina de las tropas, el desenfreno y la arbitrariedad que reinaba no eran un secreto para nadie [...] El ejército, mal abastecido, se alimentaba exclusivamente de la población, gravada con una carga insoportable».
Sin embargo, es incontestable que las altas autoridades blancas recurrieron también al terror. La «conferencia especial» presidida por Denikin tomó en marzo de 1919 la decisión de condenar a muerte a «toda persona que haya colaborado con el poder del Consejo de Comisarios del Pueblo». El servicio de propaganda del gobierno de Denikin hizo correr numerosos rumores durante la guerra sobre la existencia de complots judíos. El general Roman Ungern von Sternberg, apodado «el barón sanguinario», fue sin duda aquel que fue más lejos en sus acciones. En su famosa «orden n.º 1592», dirigida a sus ejércitos en marzo de 1921, ordena en su artículo 9 «exterminar a los comisarios, a los comunistas y a los judíos con sus familias».
A su vez, numerosos jefes de guerra y los aventureros sacaron provecho del hundimiento de la autoridad en Rusia para realizar pillajes, masacres y autoproclamarse dirigentes de territorios más o menos vastos. Otros se alistaron a los ejércitos regulares por oportunismo. El atamán Nikífor Grigóriev constituyó así una milicia formada por soldados, desplazados y mercenarios que se puso sucesivamente al servicio de Symon Petlyura, del Ejército rojo y de los Blancos, sin renunciar en ningún momento a las matanzas y a los pillajes. Grigóriev acabó siendo asesinado por Néstor Majnó y sus seguidores, con los que se había aliado brevemente.
Tras la derrota de los blancos, los levantamientos campesinos antibolcheviques experimentaron su apogeo. Numerosos segadores fueron asesinados, y los bolcheviques y sus seguidores hostigados, cuando no torturados. La respuesta del Ejército Rojo fue despiadada, con centenares de pueblos íntegramente deportados, miles de insurgentes fusilados, mujeres e hijos de partisanos secuestrados o asesinados y el uso de armamento químico por parte de Mijaíl Tujachevski para sofocar la Rebelión de Tambov.
Tras la victoria final bolchevique, el terror represivo se redujo, pero el aparato policial se mantuvo intacto.

### Victoria y crisis del «comunismo de guerra»
La guerra radicalizó espectacularmente al régimen. Para dirigir la guerra total contra los enemigos, el gobierno de Lenin procedió a nacionalizar la práctica totalidad de los comercios, la banca, la industria y el artesanado. Las viviendas de las clases acomodadas fueron colectivizadas, entrando así los apartamentos colectivos en la vida de los rusos.
Mientras la moneda se hundía y el país vivía del trueque y de salarios pagados en especie, el régimen instauró la gratuidad de las viviendas, los transportes, del agua, de la electricidad y de los servicios públicos, todos ellos en manos del Estado. Ciertos bolcheviques llegaron a soñar con abolir el dinero, o por lo menos limitar drásticamente su uso. El «comunismo de guerra» (término creado a posteriori, aparecido tras el final de la guerra civil) que había surgido por las difíciles circunstancias, pasó a ser un medio útil para guiar a Rusia hacia el socialismo.
El poder instauró también un potente dirigismo sobre la economía y los obreros. Para hacerlo, no vaciló en restablecer una férrea disciplina en las fábricas o en hacer reaparecer prácticas deshonrosas como el salario a destajo, la libreta de trabajo, el cierre patronal, la retirada de las cartillas de racionamiento y la detención y deportación de los dirigentes de huelgas. Centenares de huelguistas fueron fusilados. Los sindicatos fueron depurados, bolcheviquizados y transformados en correa de transmisión del sistema, las cooperativas absorbidas y los sóviets transformados en entidades vacías. En 1920, Trotski generó una vasta controversia proponiendo la «militarización» del trabajo. En el campo, destacamentos armados procedieron violentamente a realizar requisiciones forzadas de cereales para abastecer a las ciudades y al Ejército Rojo.
El poder realizó asimismo un enorme esfuerzo para alfabetizar y proporcionar educación a la población, al tiempo que dirigía sus esfuerzos propagandísticos sobre los soldados y las masas populares. Animó la efervescencia artística y puso a los creadores vanguardistas al servicio de la revolución, lo que generó una vasta producción de obras y carteles que contribuyeron a la adhesión colectiva a los bolcheviques.
Estas políticas salvaron al régimen, pero contribuyeron al enorme descontento popular y al hundimiento radical de la producción, de la moneda y del nivel de vida. La economía era una ruina y la red de transportes había sido destruida. El mercado negro y el trueque florecieron. La desigualdad institucional del racionamiento en favor de los soldados y los burócratas suscitó protestas populares. Las ciudades perdieron población, con multitud de obreros y ciudadanos hambrientos que regresaron al campo. Moscú y Petrogrado perdieron de esta forma la mitad de su población, mientras que la clase obrera se descomponía: menos de un millón de activos en 1921, frente a los tres millones de 1917.
Entre 1921 y 1922, la hambruna, unida a una grave epidemia de tifus, acabó con la vida de millones de campesinos rusos.

### La Rebelión de Kronstadt y la NEP
Hastiados por el monopolio del poder adquirido por los bolcheviques, así como por la violencia y la represión desplegadas en el campo o contra los obreros huelguistas, los marinos de Kronstadt se rebelaron en marzo de 1921 y exigieron la vuelta al poder de los sóviets, elecciones libres, libertad del mercado nacional y el fin de la policía política. En la práctica la insurrección consistió en la disolución del sóviet de Kronstadt y el nombramiento de un «comité revolucionario provisional» en su lugar. Su levantamiento fue repelido por Trotski y Tujachevski.
Al mismo tiempo, el poder puso a los mencheviques fuera de la ley, reprimió las últimas grandes olas de protestas obreras y empezó una campaña violenta de «pacificación» contra los campesinos insurrectos. El X Congreso del Partido, celebrado a la vez que ocurría la insurrección de Kronstadt, abolió también el derecho de tendencia en el seno del Partido por la instauración del «centralismo democrático».
Pero ante el callejón sin salida del «comunismo de guerra» y el hundimiento de la economía, Lenin decidió volver de manera limitada y provisional al capitalismo de mercado: se adoptó la Nueva Política Económica (NEP) en el mismo congreso. Esta liberalización económica permitió enderezar la economía.

## Consecuencias

### Consecuencias culturales

#### Liberación de las costumbres y emancipación de la mujer
Tras la guerra civil, tuvo lugar un cambio muy importante en las costumbres sexuales. La crítica marxista a la familia burguesa ya había conducido a los bolcheviques a modificar la legislación concerniente al divorcio, el matrimonio y la interrupción voluntaria del embarazo. En 1922, la homosexualidad se vio despenalizada. A lo largo de la década de 1920, el deseo de acceder a una sexualidad más libre puso en marcha un movimiento social calificado por Wilhelm Reich de «revolución sexual». Impuesto por las bases, no tuvo tantos apoyos por parte de los responsables del régimen, y progresivamente fue perdiendo importancia.
Más generalmente el poder bolchevique, en particular bajo el impulso de Aleksandra Kolontái, tomó medidas importantes para mejorar el estatus social de la mujer. Además de las legislaciones en materia de costumbres, una serie de decretos comenzaron a reconocer desde finales de 1917 el derecho de las mujeres a la jornada de 8 horas, el de negociar el importe de los salarios, la preservación del empleo en caso de embarazo, posibilidad de asegurar cuidados a sus hijos durante las horas de trabajo, así como derechos políticos idénticos a los hombres. Se fomentó el trabajo de las mujeres, tanto desde una perspectiva emancipadora (el régimen declaró que «encadenada al hogar, la mujer no podía ser igual al hombre») como para paliar el déficit de mano de obra provocado por la guerra y las hambrunas.

#### La lucha contra el analfabetismo y el acceso de las capas populares a la cultura
Dado que la RSFS de Rusia, al final de la guerra civil, contaba con decenas de miles de huérfanos, se procedió a crear comunidades educativas con niños de todas las edades a cargo de maestros voluntarios, educándolos en el espíritu socialista. En la misma época, se abolieron los grados en el ejército y las reglas académicas en el arte. La gramática y la ortografía se simplificaron y la lucha ideológica contra los prejuicios y las convicciones de origen religioso alcanzaron su apogeo.
El régimen inició rápidamente un importante esfuerzo en materia de instrucción pública. Bajo la dirección de Anatoli Lunacharski, el comisariado del pueblo para la instrucción publicó un decreto declarando la apertura de un «frente contra el analfabetismo» el 10 de diciembre de 1919. El alcalde de Boulogne-Billancourt, el socialista André Morizet, en un resumen de su viaje a la Unión Soviética afirmó: «podemos pensar lo que queramos de los jefes del bolchevismo. Podemos criticar sus métodos, condenar sus actos en general o en detalle [...]. Pero hay un punto en el que me parece imposible que no aprobemos unánimemente sus esfuerzos, que no apreciemos sin reservas los resultados ya obtenidos: en materia de instrucción pública».
Desde el comienzo de 1918, el régimen impone el triple principio de laicidad, gratuidad y obligación de la educación. El número de escuelas pasó de 38387 en 1917, a 52274 en 1918 y 62238 en 1919. Asimismo, el presupuesto de educación pasó de 195 millones de rublos en 1916 a 2914 millones en 1918. Se crearon alfabetos nacionales para las nacionalidades sin escritura, al tiempo que se creaban comisiones de instructores. Debe considerarse además que este incremento presupuestario se produjo en un contexto de posguerra y de escaso desarrollo económico de las repúblicas integrantes de la Unión Soviética, lo que derivaba en carencias en el material escolar y en el profesorado, lo que explica la mediocridad de la instrucción en los primeros años del régimen.

#### La Revolución y el arte
Las consecuencias de la revolución se dejaron sentir igualmente en el arte. Desde finales del siglo XIX, Rusia se abrió a las nuevas corrientes artísticas que se desarrollaban en Europa: el impresionismo (con pintores como Leonid Pasternak y Constantin Kousnetzoff), el fovismo (con Mijaíl Lariónov o Natalia Goncharova) y el cubismo (con Vladímir Burliuk). Otras corrientes emergieron en Rusia, como el supremacismo, que proclamaba la supremacía de la forma pura en la pintura. En la poesía, Nikolái Gumiliov inició en 1911 el acmeísmo. El estreno de la ópera futurista Victoria sobre el sol, de Alekséi Kruchónyj y Velimir Jlébnikov se produjo el 3 de diciembre de 1913 en San Petersburgo.
Tras la Revolución de Octubre, si bien los bolcheviques prohibieron las obras abiertamente hostiles hacia el régimen, el nuevo poder no dio sin embargo directivas en materia de arte; Trotski declaró: «el arte no es un dominio donde el Partido deba ser líder» y animó el florecimiento de las corrientes de vanguardia. Según el historiador del arte Jean-Michel Palmier, «hay pocos países que dedicasen tanto dinero a las bellas artes, al teatro, a la literatura o a la pintura como la URSS en el período más difícil que conoció. Mientras que el hambre reinaba y la contrarrevolución levantaba la cabeza sobre todos los frentes -interior y exterior-, la joven república de los sóviets gastaba sumas enormes para desarrollar el arte —y ni siquiera como instrumento de propaganda—.
Desde los primeros días posteriores a la Revolución de Octubre, el gobierno bolchevique puso en marcha una serie de medidas destinadas a asegurar la preservación, el inventario y la nacionalización del patrimonio cultural nacional. La colección privada del comerciante y mecenas Serguéi Shchukin fue requisada para abrir el «primer museo del arte occidental». Vasili Kandinski fue nombrado director del Museo de la Cultura Artística, creado en 1919, y abrió una veintena de museos fuera de la capital. Aquí todavía, las penurias limitaban las ambiciones del régimen. Por falta de créditos para la reconstrucción, la inmensa mayoría de los proyectos innovadores de arquitectura no pudieron efectuarse.
El nuevo entorno político y cultural favoreció el nacimiento de corrientes nuevas y de debates de escuelas. Según Anatole Kopp, «dentro de esta nueva visión, es posible distinguir dos orientaciones, de hecho dos vanguardias: una vanguardia esencialmente formal, que, a pesar del recurso a formas de expresiones inéditas, no asignará al arte una misión nueva, y una vanguardia social y políticamente consciente, que intentará, a la luz del marxismo, poner a las técnicas artísticas al servicio de la transformación de la humanidad». Los miembros de esta última corriente, los partidarios del alumbramiento de una nueva «cultura proletaria», se reagruparon en el seno de la Proletkult, que tuvo su primer congreso en 1920. Este grupo efectuó rápidamente una agresiva campaña contra los «compañeros de camino» del partido y todo lo que se apartaba del «arte proletario», pero no obtuvo medidas políticas del aparato estatal. A finales de la década de 1920, Iósif Stalin se apoyó sin embargo en las teorías de la Proletkult para reprimir a los artistas e imponer la línea del realismo socialista.

### Consecuencias económicas y sociales

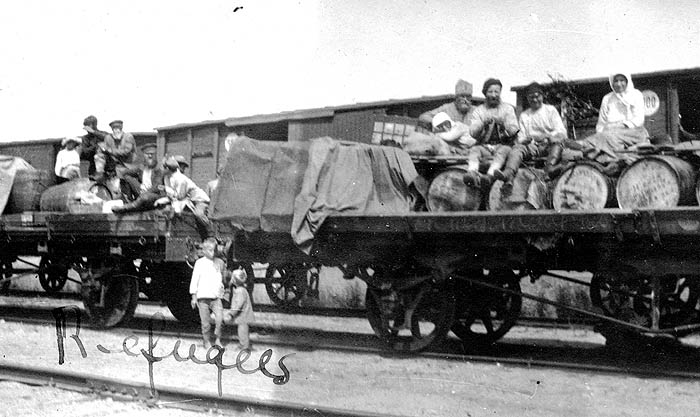
Rusos partiendo al exilio en un vagón plataforma.

La Revolución y el establecimiento del nuevo régimen provocaron transformaciones sociales profundas en la URSS. Las viejas y feudales estructuras de la Rusia zarista se desvanecieron sin dejar sitio a una economía de mercado, generando la elaboración de nuevas relaciones sociales que fueron objeto de interpretaciones diversas.
Según Nicolas Werth, 13 millones de rusos perecieron de forma violenta entre 1914 y 1921: 2,5 millones por la Gran Guerra, la guerra civil y las matanzas de los terrores blancos, rojos o verdes, 5 millones por el hambre y más de 2,5 millones por la epidemia de tifus. Según el demógrafo ruso A. G. Volkov, la población de Rusia disminuyó en siete millones entre 1918 y 1922, cifra de la que habría que retirar a los emigrados (estimados en dos millones por el demógrafo) y la diferencia de 400 000 entre las entradas y salidas de presos y de fugitivos, para acabar en una cifra de 4 500 000 muertos durante la guerra civil, es decir, un poco más del 3 % de la población. La mayoría de las víctimas pereció fuera de los campos de batalla, por falta de cuidados adecuados o de alimento. «La sociedad rusa salió de la guerra más arcaica, más militarizada, más campesina».
La gran mayoría de las antiguas élites (clero, nobleza y burguesía —esta ya más frágil que en Occidente— y una parte de los intelectuales) desaparecieron o se exiliaron. Con la nueva era, esta «gente del pasado» y sus hijos comenzaron a ser vigilados y discriminados en el acceso a la vivienda, al trabajo o a la universidad, o incluso privados del sufragio, si bien este era simbólico. Muchos posteriormente fueron liquidados durante la Gran Purga estalinista. Cerca de dos millones de rusos blancos (no todos monárquicos ni rusos en realidad) se exiliaron o fueron desterrados. En 1922, un decreto les desposeyó en bloque la nacionalidad rusa. Esta masiva situación de nuevos apátridas motivó la creación del pasaporte Nansen por parte de la Sociedad de Naciones.
En el campo, el partido estaba subrepresentado. Se introdujeron disposiciones constitucionales que dieron al voto obrero y urbano un peso abiertamente superior al voto campesino. La clase campesina fue una de las únicas que habían mantenido una autonomía bastante fuerte en relación con un Estado muy autoritario que se forjó durante la guerra civil. Los campesinos obtuvieron el reparto de tierras que esperaban desde generaciones (aunque debido a su fuerte crecimiento demográfico, ganaron por término medio únicamente entre 2 y 3 hectáreas de tierra cada uno). Pero muchos pudieron comprobar que «la tierra no se come» (Lenin): los millones de pequeñas explotaciones dispersas eran poco rentables e imposibles de modernizar. Bestias negras de los bolcheviques durante la guerra civil, los kulaks (campesinos supuestamente ricos, de hecho solo un poco más acomodados y dinámicos que la media) salieron beneficiados de una medida presumiblemente perjudicial, y se beneficiaron de la instauración de la NEP, antes de sufrir la dekulakización a partir de 1930.
Muchos hombres del pueblo, exobreros, empleados o campesinos, se vieron beneficiados del crecimiento del partido-estado y de su burocracia (cuyo notable desarrollo ya angustiaba a Lenin y Trotski). Entrando en esta o en el Ejército Rojo, adquirieron posiciones de poder y privilegios inesperados para ellos bajo el Antiguo Régimen. La burocracia se convirtió también en un refugio privilegiado de la pequeña burguesía teóricamente venida a menos. Esta «plebenización del partido» servirá de base social al advenimiento ulterior de Iósif Stalin, nombrado secretario general del PCUS el 3 de abril de 1922.

### Consecuencias políticas y diplomáticas
El primer resultado de esta revolución fue la caída del régimen zarista, dejando vía libre para la toma del poder por los bolcheviques. Según Nicolas Werth, «una revolución popular y plebeya profundamente antiautoritaria y antiestatal trajo al poder al grupo más dictatorial y más partidario del estatismo». 
Según varios historiadores, las bases del Estado policial leninista se habrían puesto antes incluso del estallido de la guerra civil en agosto de 1918, con tanta o más represión sobre otros partidos revolucionarios y sobre ciertos movimientos populares que sobre los partidos «burgueses» o las fuerzas monárquicas. Este punto de vista es rechazado por ciertos historiadores, como Arno Mayer que, en una obra reciente, sostiene que la política represiva del régimen soviético fue esencialmente el producto de presiones internas (la violencia de la contrarrevolución) y externas (la reacción de las potencias internacionales frente a la toma del poder de los bolcheviques).
Para Marc Ferro, la lucha por el poder simplemente no opuso a los partidos entre sí. De hecho, en el momento de la Revolución de Febrero, los partidos políticos, los sindicatos, las cooperativas y los sóviets eran formas rivales de organización, en competencia para representar y dirigir la sociedad civil. Los sóviets y los partidos se entendieron para subordinarse o eliminar a sindicatos, comités de fábrica o cooperativas. Luego, desde antes de la Revolución de Octubre, los partidos acordaron infiltrarse e instrumentalizar los sóviets. Al final, uno de los partidos eliminó al resto.
Otro resultado inmediato fue la firma del tratado de Brest-Litovsk, y el desmantelamiento parcial del Imperio ruso. Luego vino la creación, en 1922, de la Unión de Repúblicas Socialistas Soviéticas. 
La guerra civil dejó al país agotado, arruinado por numerosos años, y bajo la dirección de un partido único cada vez más monolítico (supresión del derecho de tendencia en marzo de 1921), que empleó a la policía y el ejército para suprimir a todas las fuerzas organizadas de oposición.
Además, la revolución esperada por los bolcheviques en los países capitalistas no se efectuó. En Alemania, las masas populares no apoyaron mayoritariamente la tentativa espartaquista de Rosa Luxemburgo, y la represión continuó. En Hungría, Béla Kun dirigió durante 133 días la República Soviética Húngara antes de ser desalojado por una invasión rumana. La oleada revolucionaria fluyó desde 1920 en Italia, abriendo la puerta al éxito posterior del fascismo. Países industrializados tan importantes como Estados Unidos, el Reino unido y Francia experimentaron huelgas y manifestaciones, a veces violentas, pero que en ningún momento sacudieron los cimientos sociales o gubernamentales.
La creación en Moscú de la III Internacional (Komintern), en 1919, fue una consecuencia directa de la Revolución de Octubre. Fue disuelta por Stalin en 1943 sin haber conseguido nunca conducir una revolución victoriosa. De forma inmediata, entre 1919 y 1921, se sucedieron rupturas y escisiones entre partidos socialdemócratas y partidos comunistas que dejaron al movimiento obrero y sindical duraderamente dividido y debilitado frente a las fuerzas conservadoras y fascistas.
La misma Rusia quedó aminorada y aislada, cercada por un «cordón sanitario» de pequeños Estados (los países bálticos, Polonia, etc.). El nuevo régimen debió conquistar lentamente su reconocimiento internacional. Debió esperar a 1922 para ser reconocido por Alemania (convertida en su aliada de hecho por los acuerdos de Rapallo), luego en 1923 por la China de Sun Yat-sen, en 1924 por Gran Bretaña, Francia y la Italia fascista, en 1933 por los Estados Unidos, antes de entrar tardíamente en la Sociedad de Naciones en 1934.
El régimen instaurado por los bolcheviques a menudo ha sido calificado de «comunista», aunque para Karl Marx el comunismo corresponde a una sociedad que responde a la divisa «De cada uno según sus capacidades, a cada uno según sus necesidades». En 1918, sin embargo, Lenin no repudiaba la idea de cambiar el nombre del partido a partido comunista, ni a fundar en 1919 la Internacional Comunista (se trataba de escoger un nombre que se desmarcase de la socialdemocracia, que había sido mayoritariamente favorable a la guerra).

### Percepciones y recepción en el extranjero

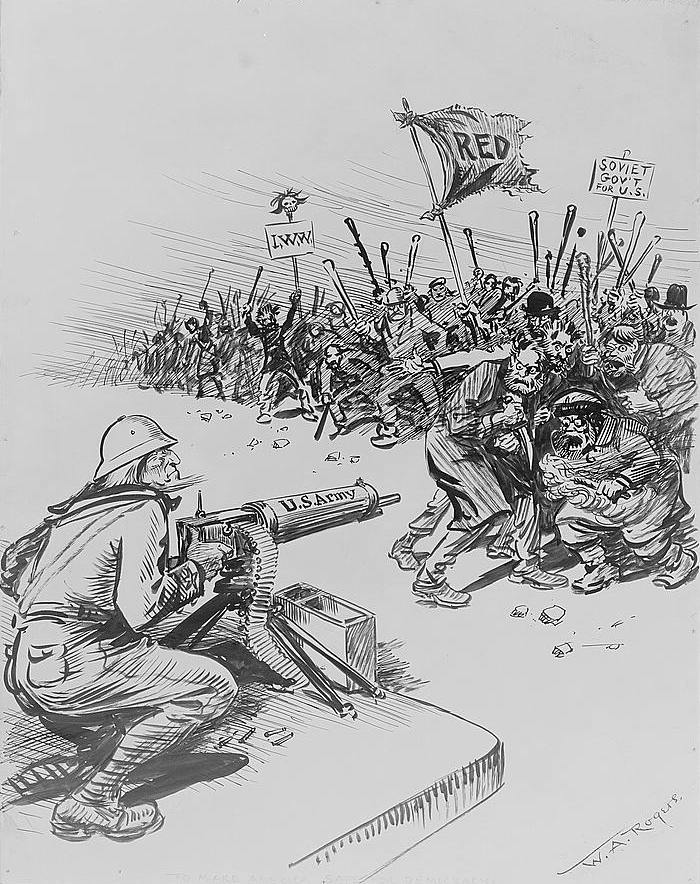
Caricatura antibolchevique aparecida en el New York Herald en 1919.

La Revolución de febrero de 1917 fue leída por los occidentales con arreglo a la Gran Guerra en curso, y en general sin gran conocimiento de las realidades rusas. 
Las democracias de la Triple Entente (Francia y el Reino Unido) se libraron de un gravoso aliado como Nicolás II, ya que la continuidad de la autocracia zarista entraba en contradicción con su propia propaganda sobre la «guerra de derecho». La prensa (sometida a censura o autocensura) no dio noticia del creciente y robusto rechazo que la guerra despertaba en la opinión rusa. La revolución se interpretó de forma contraria, como una voluntad popular de llevar la guerra hasta el fin con un gobierno más competente.
No hubo consciencia de la amplitud de la rebelión social. El historiador monárquico Jacques Bainville se expresaba así en L'Action française: «hace falta que la renovación rusa no se haga lo que hasta aquí no quiso ser, una revolución». El socialista nacionalista Gustave Hervé escribió: «¡Qué son Verdún y el Marne mismo al lado de la inconmensurable victoria moral que han alcanzado los aliados en Petrogrado!».
Sin embargo, en septiembre de 1917, el motín de los soldados rusos de La Courtine en el Lemosín hubo de ser sofocado por fuerzas francesas, dejando varios muertos. Se sucedieron huelgas importantes y prácticamente insurreccionales que apelaban abiertamente al ejemplo de los sóviets de trabajadores de Rusia en abril de 1917 en Leipzig, en mayo-junio en Leeds y en agosto en Turín. En Italia o incluso en España, país no beligerante, aparecieron pintadas con «viva Lenin», más por rechazo simbólico a la guerra y las condiciones sociales que por un conocimiento efectivo del programa bolchevique. No obstante, el patriotismo obligó a que ninguna tentativa revolucionaria se efectuara antes del fin de la Gran Guerra.
Varias delegaciones oficiales fueron a Rusia en tiempos del gobierno provisional y descubrieron la amplitud de la revolución. Volvieron de allí en ocasiones estremecidas, como fue el caso de los socialistas franceses Albert Thomas y Marcel Cachin, el ministro laborista inglés Arthur Henderson o la feminista británica Emmeline Pankhurst. Un puñado de extranjeros presentes en Rusia se adhirió activamente a la Revolución de Octubre, como el futuro historiador y periodista estadounidense John Reed, o el filósofo cristiano francés Pierre Pascal. En marzo de 1919, André Marty y Charles Tillon dirigieron el motín de la flota francesa en mar Negro contra la intervención. Ciertos prisioneros de guerra de los Imperios centrales, convertidos al bolchevismo durante su cautividad en Rusia, se hicieron propagadores de la revolución al regresar a sus países, como es el caso del yugoslavo Josip Broz Tito.
La Alemania de Guillermo II dejó a diversos revolucionarios exiliados en Suiza, entre los que estaba Lenin, atravesar su territorio para volver a Rusia, considerando que el pacifismo contribuiría a la retirada de Rusia del conflicto. Ya en esta época circulaba en Rusia y Occidente la idea de un Lenin «agente alemán», o incluso el rumor de que los «maximalistas» (traducción inexacta difundida del término bolcheviques) estaban financiados por «el oro alemán». La Revolución de Octubre fue percibida inicialmente solo como una peripecia política después de muchas otras, y ni la Entente ni las potencias centrales creían que el nuevo poder fuera duradero. Tras el tratado de Brest-Litovsk (contra cuya ratificación votó el SPD en el Reichstag), el Kaiser pasó a ser un objetivo y paradójico aliado de un régimen bolchevique interesado en jugar a divisiones «interimperialistas» y en no añadirse un enemigo más. La Entente intervino primeramente sobre el territorio ruso para evitar la desaparición del Frente Oriental, siendo el reproche principal hecho a los bolcheviques su «traición» a la alianza. Tras el armisticio de Compiègne de 1918, fue la revolución como tal lo que se empezó a combatir.
El pacifismo y la crisis económica de la posguerra, así como el rechazo a ver una revolución fracasada, suscitaron simpatías fuertes y activas en las capas populares de Europa hacia la Revolución de Octubre. Los excesos del Terror Rojo fueron ignorados, negados, minimizados o justificados como una respuesta simple al Terror Blanco.
En Francia, la Revolución rusa se ha interpretado al prisma de la memoria de la Revolución francesa de 1789: los bolcheviques son asimilados así a los jacobinos, Aleksandr Kérenski a la Gironda, los blancos a los vandeanos, León Trotski a Lazare Carnot, etc. Un historiador simpatizante con el proceso ruso como Albert Mathiez trazó desde 1920 la analogía entre Maximilien Robespierre y Lenin, el Terror Rojo y el Terror de 1793. El poeta André Bretón no fue el único que leyó también la Revolución rusa como una revancha de la fracasada Comuna de París. Pero la «gran luz en el Este» (título de una obra de Jules Romains) no fue acogida tan bien por todo el mundo. La clase media se vio afectada por la pérdida del empréstito ruso, que Lenin dejó de reconocer a comienzos de 1918. El anticomunismo era muy fuerte entre los socialistas fieles a la «vieja escuela» en el momento del congreso de Tours de 1920, entre los anarquistas, entre ciertos intelectuales humanistas hostiles hacia los métodos de los bolcheviques (por ejemplo Romain Rolland, amigo de Gorki) y por supuesto entre las derechas. Desde 1919, un cartel célebre estigmatiza al bolchevique «el hombre con el cuchillo entre los dientes».
En Estados Unidos, el red scare o el miedo a los «Rojos» marcó los años inmediatos de posguerra y contribuyó a las reacciones autoritarias, puritanas y xenófobas (los emigrantes fueron percibidos como portadores potenciales del «virus» bolchevique) que marcaron la década de 1920. En Alemania, Hungría e Italia las fuerzas conservadoras, nacionalistas o fascistas, a veces aliadas por un tiempo a socialdemócratas como Gustav Noske en Berlín, pelearon para reprimir violentamente el «bolchevismo» (una palabra por otra parte elástica, bajo la cual acabó por incluirse abusivamente a todo partidario de un cambio social, incluso cualquier adversario). En 1919, el miedo y el odio al bolchevismo y a la Revolución de Octubre, de sus transformaciones y de su posible extensión desempeñan un papel para nada despreciable en la formación de las ideologías y de los movimientos fascistas de Benito Mussolini en Italia y de Adolf Hitler en Alemania.
En los países colonizados, la Revolución de Octubre también suscitó esperanzas importantes. En 1920, en Bakú, los bolcheviques convocaron un «congreso de los pueblos de Oriente» (del 1 al 8 de septiembre) que intentaba ejercer de unión entre los nacionalismos de los colonizados y el movimiento comunista mundial.

### Posterioridad y fin
La ruina económica y moral que sucedió a la guerra civil dejó paso a una élite de burócratas, que en el mismo seno del partido bolchevique van a conseguir imponerse al frente del país. Para eso, debieron deportar y masacrar a todos sus opositores, tanto «contrarrevolucionarios» como revolucionarios. Millares de militantes comunistas, entre los que estaba la mayoría de la «vieja guardia» bolchevique, héroes de octubre y de la guerra civil, fueron de esta forma deportados y posteriormente fusilados. Los más célebres de estos fueron humillados y desacreditados en público en el momento de los procesos de Moscú en 1936-1938.
Para asentar su poder, y también para hacer olvidar el muy limitado papel que desempeñó en la Revolución de Octubre, Iósif Stalin se propuso también liquidar, en el momento de la Gran Purga de 1936-1938, a toda una generación de militantes, cargos políticos y económicos, militares, escritores e incluso policías que conocían la situación previa a 1917, la revolución y la posterior guerra civil. En 1930, la mitad de los cargos del Estado y hasta de la policía había servido bajo el antiguo régimen. La «generación de 1937» que los reemplazó gracias a las purgas, conoció únicamente a Stalin y le debía todo: fue esta nomenklatura sin pasado revolucionario la que dirigió en lo sucesivo la URSS hasta casi su disolución.
El régimen «totalitario» de Stalin terminó de asfixiar los ideales de la Revolución de Octubre. Desde mediados de la década de 1930, restableció un cierto número de valores deshonrados en tiempos de Lenin y Trotski: exaltación de la familia y de la patria «socialistas», restauración de títulos militares como el grado de mariscal, venta libre de vodka por el Estado, academicismo en el arte, rusificación forzada de las minorías y «chauvinismo de la Gran Rusia», antisemitismo oficial cada vez menos disimulado... La Segunda Guerra Mundial acabó con esta evolución, La Internacional dejó por ejemplo de ser el himno soviético en 1943, y los grados y los uniformes del Antiguo Régimen fueron espectacularmente restablecidos.
Muy poco sensible al internacionalismo de los primeros dirigentes bolcheviques, Stalin abandonó toda idea de exportar la revolución mediante la Komintern. En su opinión, esta debía extenderse solo gracias al Ejército Rojo, bajo control estricto de Moscú y como una extensión del imperio soviético. Fue lo que ocurrió a partir de 1939 con las anexiones permitidas por el Pacto germano-soviético (mediante las que la URSS recuperó los territorios perdidos en el momento de la guerra civil rusa) y a continuación con la victoria de 1945.
Todos estos hechos fueron caracterizados por León Trotski como el «Termidor» de la Revolución rusa (comparación con la reacción que siguió a la caída de Robespierre durante la Revolución francesa). El símil presenta, no obstante, ciertos límites. En efecto, la era estalinista se señala también por una vuelta, contra los campesinos, a los métodos del «comunismo de guerra». Coincide también con una época de purgas sin precedentes. Por otra parte, el advenimiento de Stalin significó también una reactivación espectacular de la transformación económica de Rusia, pudiéndose hablar de la «segunda revolución» de 1930: nacionalización íntegra de las tierras y plan quinquenal, que sacó bruscamente a la URSS del atraso. Todo ello al pesado y disimulado precio de millones de víctimas, consecuencia de la ambición totalitaria del poder estatal.

### Interpretaciones
Las causas de esta «degeneración» han sido explicado de diversas formas. Para los anarquistas, se debió a los principios «autoritarios» del partido bolchevique. Para otros, como ciertos liberales, se inscribe en las mismas ideas de Karl Marx. Para un cierto número de marxistas no bolcheviques, Lenin cometió el fatal error de querer poner en marcha una revolución obrera en un país masivamente campesino y sobrestimó las potencialidades revolucionarias en los países occidentales. Para los comunistas marxistas antileninistas, como los comunistas consejistas, los bolcheviques instauraron de golpe un capitalismo de Estado y se burlaron de los principios comunistas y marxistas.
Ya desde esa época hubo comentarios sobre los acontecimientos de octubre y de la guerra civil, con marxistas como el teórico Karl Kautsky o la revolucionaria Rosa Luxemburgo que criticaron la naturaleza del partido bolchevique y su organización leninista (que el mismo Trotski había denunciado como un peligro ya en 1904). En su opinión, la asimilación abusiva del partido al pueblo, su desprecio por la democracia y su culto a la violencia transformaron las purgas y la dictadura impuestas por las circunstancias en un sistema permanente. El poder del partido sobre el proletariado sustituyó de forma duradera al poder de los sóviets y de la clase obrera. Se señaló también su carácter jerarquizado, centralizado, militarizado y monolítico que provocó una concentración de todos sus poderes dictatoriales en manos de un pequeño grupo en la cúspide (el Politburó, fundado en 1917) y más tarde, en manos de un solo hombre. Este análisis crítico se repitió en la década de 1930 por un cierto número de antiguos compañeros de la Revolución de Octubre, como Boris Souvarine, pionero en la crítica al estalinismo.
Para Trotski y los trotskistas, las causas de la dictadura totalitaria debían buscarse en el nacimiento de la burocracia, así como en el aislamiento de la revolución en un país pobre y poco desarrollado. Puede no obstante subrayarse que precisamente en ningún país rico e industrial estalló una revolución «marxista» en todo el siglo XX, sino en países agrarios o subdesarrollados (China, Vietnam, Etiopía, Mozambique, etc.). Por otro lado, ninguno de los regímenes que apelaba a una revolución comunista evitó el orientarse con rapidez hacia una dictadura policial y burocrática, lo que puede explicarse en parte porque la inmensa mayoría de los movimientos comunistas eran satélites de Moscú y por la influencia de Stalin y la URSS en esos países, tanto en materia militar como económica o política.
La Segunda Guerra Mundial dio paso a la Guerra Fría, enfrentando al Bloque del Este y a Occidente (principalmente Estados Unidos) con una carrera armamentística que nunca desembocó en un conflicto directo, hasta la disolución de la Unión Soviética en 1991.